# Teletext-Zeichensätze (ETSI EN 300 706)
Die folgenden Tabellen beschreiben die in ETSI EN 300 706 definierten 7-Bit-Zeichensätze des in Europa verwendeten Teletext-Standards.

## Allgemeines
Die jeweils ersten 32 Positionen (00hex bis 1Fhex) der Zeichensätze sind nicht definiert. Diese Zeichencodes sind aber in der einfachen Level-1-Teletext-Seite als Steuerzeichen definiert.
Das Zeichen 24hex stellt im lateinischen G0-Standard-Primärzeichensatz das allgemeine Währungssymbol (¤) und in den anderen G0-Primärzeichensätzen das Dollarzeichen ($) dar.
Das Zeichen 2Ahex in den G0-Primärzeichensätzen stellt abhängig von der Ansteuerung das Sternchen (*) oder das At-Zeichen (@) dar.
Das ausgefüllte Rechteck an der Position 7Fhex in den G0-Primärzeichensätzen und in manchen G2-Ergänzungszeichensätzen ist so groß wie die maximale Ausdehnung aller Buchstaben ohne Unterlänge. Es besitzt keine festgelegte Unicode-Zuordnung und ist hier wie das Zeichen FEhex (■) in DOS-Zeichensätzen codiert, was auch bei vielen softwarebasierten Decodern gebräuchlich ist. Das genaue Layout des Unicode-Zeichens ist stark von der Schriftart abhängig, aber zumindest in der Schriftfamilie „Courier“ entspricht das ausgefüllte Quadrat (■) mit der Unicodenummer 25A0hex weitgehend dem in ETSI EN 300 706 angegebenen Beispiellayout. Allerdings ist das Rechteck im arabischen G0-Primärzeichensatz mit etwas Unterlänge wie der arabische Buchstabe Alif maqṣūra (‭ﻯ) an der Position 70hex dargestellt, was aber auch nicht bei allen Decodern der Fall ist.
Die G2-Ergänzungszeichensätze und der G3-Zeichensatz „Hochauflösende Grafik“ werden ab Teletext-Präsentationslevel 1.5 unterstützt. Bei vielen Level-1.5-Decodern ist der Zeichenvorrat dieser Zeichensätze aber noch eingeschränkt.

### Legende
| A     | Γ     | Buchstabe des Grundalphabets (lateinische / nicht-lateinische Schrift)                           |
| ß     | ά     | Sonderbuchstabe oder Ergänzung                                                                   |
| `     | ΄     | Diakritisches Zeichen (alleinstehend)                                                            |
| ò     |       | Diakritisches Zeichen (kombinierend)                                                             |
| 2     | ٢     | Ziffer des Zahlensystems                                                                         |
| ½     |       | Zahlzeichen                                                                                      |
| @     | ₪     | Interpunktions- oder Sonderzeichen                                                               |
| o̲     |       | Kombinierendes Sonderzeichen                                                                     |
| ▌     | ◣     | Grafik- oder Rahmenelement (in Unicode definiert / nicht definiert)                              |
| ␠     | RLM   | Leer- oder Steuerzeichen                                                                         |
|       |       | Undefiniertes Zeichen                                                                            |
| \| ¦  |       | Zeichen mit Layoutvariation (oftmals der niedrigen Auflösung geschuldet oder historisch bedingt) |
| 41    | 41    | Siehe Anmerkungen zur Tabelle (eindeutige / verschiedene Codierungen)                            |
| Α A   | ‭ﺏ ﺐ   | Kontextabhängige Bedeutung (identisches Layout / passende Form)                                  |
| У (Y) | ‭ﺁ (ﺂ) | Kontextabhängige Bedeutung (unterschiedliches Layout / fehlende Form)                            |
| Ë\|$  |       | Verschiedene Codierungen (von der Ansteuerung oder dem Decoder abhängig)                         |

Bei den Unicodenummern ist jeweils der offizielle Unicode-Name als (ungültiger) Weblink angegeben, damit dieser als Hinweistext angezeigt werden kann – eine bessere Möglichkeit dafür sieht die Wikisyntax nicht vor. Bei Zeichen ohne Unicode-Zuordnung („N/A“) wird hier ein beschreibender Name verwendet, der sich an den Namen ähnlicher Unicode-Zeichen orientiert.

## Lateinisch
Die lateinischen G0- (Variante „Standard“) und G2-Zeichensätze sind im Wesentlichen identisch mit dem 8-Bit-Zeichensatz ISO 6937-2:1983/Add 1:1989 (ISO-IR-142) ergänzt durch die zwei Zeichen A6hex (#) und A8hex (¤) aus dem äquivalenten 8-Bit-Zeichensatz ITU T.61 (siehe dazu auch die aktuelle Fassung ISO 6937:2001), wobei der G2-Ergänzungszeichensatz den Zeichen A0hex bis FFhex entspricht.
|    | _0         | _1       | _2         | _3         | _4       | _5       | _6       | _7         | _8       | _9       | _A                  | _B       | _C          | _D       | _E         | _F       |
| 2_ | ␠0020 20   | !0021 21 | " ”0022 22 | # ⋕0023 23 | ¤00A4 24 | %0025 25 | &0026 26 | ' ’0027 27 | (0028 28 | )0029 29 | *∗\|@ 002A\|0040 2A | +002B 2B | ,002C 2C    | -002D 2D | .002E 2E   | /002F 2F |
| 3_ | 00030 30   | 10031 31 | 20032 32   | 30033 33   | 40034 34 | 50035 35 | 60036 36 | 70037 37   | 80038 38 | 90039 39 | :003A 3A            | ;003B 3B | <003C 3C    | =003D 3D | >003E 3E   | ?003F 3F |
| 4_ | @0040 40   | A0041 41 | B0042 42   | C0043 43   | D0044 44 | E0045 45 | F0046 46 | G0047 47   | H0048 48 | I0049 49 | J004A 4A            | K004B 4B | L004C 4C    | M004D 4D | N004E 4E   | O004F 4F |
| 5_ | P0050 50   | Q0051 51 | R0052 52   | S0053 53   | T0054 54 | U0055 55 | V0056 56 | W0057 57   | X0058 58 | Y0059 59 | Z005A 5A            | [005B 5B | \005C 5C    | ]005D 5D | ^005E 5E   | _005F 5F |
| 6_ | ` ‵0060 60 | a0061 61 | b0062 62   | c0063 63   | d0064 64 | e0065 65 | f0066 66 | g0067 67   | h0068 68 | i0069 69 | j006A 6A            | k006B 6B | l006C 6C    | m006D 6D | n006E 6E   | o006F 6F |
| 7_ | p0070 70   | q0071 71 | r0072 72   | s0073 73   | t0074 74 | u0075 75 | v0076 76 | w0077 77   | x0078 78 | y0079 79 | z007A 7A            | {007B 7B | \| ¦007C 7C | }007D 7D | ~ ~007E 7E | ■25A0 7F |

Das Zeichen 7Fhex (■) ist abweichend zu ISO 6937 codiert.
Das doppelte Anführungszeichen (") an der Position 22hex ist in ETSI EN 300 706 im Beispiellayout typografisch korrekt als schließendes Anführungszeichen im Englischen (”) mit der Unicodenummer 201Dhex dargestellt. Allerdings sollte das Zeichen trotzdem gemäß ISO 6937 als neutrale Variante codiert werden, um optisch und semantisch besser auch als öffnendes Anführungszeichen im Englischen (“) verwendet werden zu können. Außerdem ist die typografisch korrekte Variante zusätzlich an der Position 3Ahex im lateinischen G2-Ergänzungszeichensatz mit anderem Beispiellayout eher als schließendes Anführungszeichen dargestellt.
Das Nummernzeichen (#) an der Position 23hex ist in ETSI EN 300 706 im Beispiellayout mit senkrechten Strichen dargestellt, wobei es sich aber nur um eine Layoutvariation handelt, die wohl der niedrigen Auflösung geschuldet sein dürfte.
Das Hochkomma (') an der Position 27hex ist in ETSI EN 300 706 im Beispiellayout typografisch korrekt dargestellt und könnte auch mit den optisch passenderen, alternativen Unicode-Zeichen schließendes einfaches Anführungszeichen im Englischen (’) mit der Unicodenummer 2019hex oder modifizierendes Hochkomma (ʼ) mit der Unicodenummer 02BChex codiert werden, was aber beides abweichend zu ISO 6937 wäre und bei einer Verwendung als öffnendes Anführungszeichen im Englischen (‘) optisch und semantisch nicht passen würde. Außerdem ist die typografisch korrekte Variante zusätzlich an der Position 39hex im lateinischen G2-Ergänzungszeichensatz mit anderem Beispiellayout eher als schließendes Anführungszeichen dargestellt.
Die Codierung des Zeichens 2Ahex ist von der Ansteuerung abhängig.
Das Sternchen (*) an der Position 2Ahex ist in ETSI EN 300 706 im Beispiellayout groß, sechsstrahlig, auf einem Strahl stehend und vertikal zentriert dargestellt und könnte auch mit dem optisch passenderen, alternativen Unicode-Zeichen Sternchen-Operator (∗) mit der Unicodenummer 2217hex codiert werden, was aber abweichend zu ISO 6937 wäre.
Der Kurzstrich (-) an der Position 2Dhex kann entsprechend EBU Tech 3232-a und ITU T.61 auch kontextabhängig als Bindestrich (‐) mit der Unicodenummer 2010hex oder als Minuszeichen (−) mit der Unicodenummer 2212hex codiert werden. Außerdem kann das Zeichen auch als Gedankenstrich (–) mit der Unicodenummer 2013hex verwendet werden. Allerdings sollte für den langen Gedankenstrich im Englischen (—) mit der Unicodenummer 2014hex besser die horizontale Linie (―) an der Position 60hex in der Variante „Englisch“ und an der Position 50hex im lateinischen G2-Ergänzungszeichensatz oder zwei aufeinanderfolgende Kurzstriche verwendet werden.
Der Großbuchstabe I an der Position 49hex kann als Großbuchstabe für den Kleinbuchstaben i an der Position 69hex und als Großbuchstabe für den Kleinbuchstaben i ohne Punkt (ı) an der Position 60hex bzw. 5Fhex in den beiden Varianten „Türkisch“ und „Rumänisch“, sowie an der Position 75hex im lateinischen G2-Ergänzungszeichensatz verwendet werden. Der Kleinbuchstabe i an der Position 69hex kann als Kleinbuchstabe für den Großbuchstaben I an der Position 49hex und als Kleinbuchstabe für den Großbuchstaben I mit Punkt (İ) an der Position 40hex in der Variante „Türkisch“ und für die entsprechende Kombination im lateinischen G2-Ergänzungszeichensatz verwendet werden. Auch in Unicode wird jeweils nicht zwischen den beiden optisch identischen Zeichen unterschieden.
Der Zirkumflex (^) an der Position 5Ehex ist in ETSI EN 300 706 im Beispiellayout groß und hochgestellt dargestellt, so wie es auch in modernen Druckschriften üblich ist.
Der Unterstrich (_) an der Position 5Fhex ist in ETSI EN 300 706 im Beispiellayout links und rechts nicht verbindend dargestellt, was aber in modernen Druckschriften unüblich ist.
Das alleinstehende diakritische Zeichen Gravis (`) an der Position 60hex ist in ETSI EN 300 706 im Beispiellayout von der Größe und Höhenlage passend als vertikal gespiegeltes Gegenstück zur typografisch korrekten Form des Hochkommas (’) an der Position 27hex dargestellt, hat aber noch die gerade Linienform und Schräglage eines Gravis. Trotzdem könnte das Zeichen eventuell auch als öffnendes einfaches Anführungszeichen im Englischen (‛) mit der Unicodenummer 201Bhex verwendet werden, was aber abweichend zu ISO 6937 wäre und semantisch nicht passen würde.
Der senkrechte Strich (|) an der Position 7Chex ist in ETSI EN 300 706 im Beispiellayout in der Mitte unterbrochen (sowie oben und unten nicht verbindend) dargestellt und könnte auch mit dem optisch passenderen, alternativen Unicode-Zeichen unterbrochener Strich (¦) mit der Unicodenummer 00A6hex codiert werden, was aber abweichend zu ISO 6937 wäre. Außerdem handelt es sich dabei nur um eine historisch bedingte Layoutvariation.
Die Tilde (~) an der Position 7Ehex ist in ETSI EN 300 706 im Beispiellayout groß und hochgestellt dargestellt und ist in dieser Form in Unicode nicht als eigenständiges Zeichen definiert. Das alleinstehende diakritische Zeichen Tilde (˜) mit der Unicodenummer 02DChex passt zwar von der Höhenlage, ist aber zu klein. Entsprechend EBU Tech 3232-a und ITU T.101 kann zur Codierung alternativ auch das Unicode-Zeichen Überstrich (‾) mit der Unicodenummer 203Ehex oder eventuell auch das alleinstehende diakritische Zeichen Makron (¯) mit der Unicodenummer 00AFhex verwendet werden, was aber beides abweichend zu ISO 6937 wäre und abweichend zu ITU T.101 üblicherweise links und rechts verbindend ist.
Die Codierung der anderen fett umrahmten Zeichen ist von der Ansteuerung und der ausgewählten nationalen Variante abhängig.
|                                | Auswahlbits G2 = Arabischer G2 | Auswahlbits G2 = Arabischer G2 | Auswahlbits G2 = Arabischer G2 | Auswahlbits G2 = Arabischer G2 | Auswahlbits G2 = Arabischer G2 | Auswahlbits G2 = Arabischer G2 | Auswahlbits G2 = Arabischer G2 | 23         | 24       | 40       | 5B          | 5C       | 5D       | 5E       | 5F         | 60         | 7B       | 7C          | 7D       | 7E         |
| 0_                             | 1_                             | 2_                             | 3_                             | 4_                             | 6_                             | 8_                             |                                | 23         | 24       | 40       | 5B          | 5C       | 5D       | 5E       | 5F         | 60         | 7B       | 7C          | 7D       | 7E         |
| Standard                       |                                |                                |                                |                                |                                |                                |                                | # ⋕0023 23 | ¤00A4 24 | @0040 40 | [005B 5B    | \005C 5C | ]005D 5D | ^005E 5E | _005F 5F   | ` ‵0060 60 | {007B 7B | \| ¦007C 7C | }007D 7D | ~ ~007E 7E |
| Tschechisch/Slowakisch         | 06                             | 16                             |                                |                                | 46                             |                                |                                | # ⋕0023 23 | ů016F 24 | č010D 40 | ť tˇ0165 5B | ž017E 5C | ý00FD 5D | í00ED 5E | ř0159 5F   | é00E9 60   | á00E1 7B | ě011B 7C    | ú00FA 7D | š0161 7E   |
| Englisch                       | 00                             |                                | 20                             |                                |                                |                                | 80 G2                          | £00A3 23   | $0024 24 | @0040 40 | ←2190 5B    | ½00BD 5C | →2192 5D | ↑2191 5E | # ⋕0023 5F | ―2015 60   | ¼00BC 7B | ∥2225 7C    | ¾00BE 7D | ÷00F7 7E   |
| Estnisch                       |                                |                                |                                |                                | 42                             |                                |                                | # ⋕0023 23 | õ00F5 24 | Š0160 40 | Ä00C4 5B    | Ö00D6 5C | Ž017D 5D | Ü00DC 5E | Õ00D5 5F   | š0161 60   | ä00E4 7B | ö00F6 7C    | ž017E 7D | ü00FC 7E   |
| Französisch                    | 04                             | 14                             | 24                             |                                |                                |                                | 84 G2                          | é00E9 23   | ï00EF 24 | à00E0 40 | ë00EB 5B    | ê00EA 5C | ù00F9 5D | î00EE 5E | # ⋕0023 5F | è00E8 60   | â00E2 7B | ô00F4 7C    | û00FB 7D | ç00E7 7E   |
| Deutsch                        | 01                             | 11                             | 21                             |                                | 41                             |                                |                                | # ⋕0023 23 | $0024 24 | §00A7 40 | Ä00C4 5B    | Ö00D6 5C | Ü00DC 5D | ^005E 5E | _005F 5F   | °00B0 60   | ä00E4 7B | ö00F6 7C    | ü00FC 7D | ß00DF 7E   |
| Italienisch                    | 03                             | 13                             | 23                             |                                |                                |                                |                                | £00A3 23   | $0024 24 | é00E9 40 | °00B0 5B    | ç00E7 5C | →2192 5D | ↑2191 5E | # ⋕0023 5F | ù00F9 60   | à00E0 7B | ò00F2 7C    | è00E8 7D | ì00EC 7E   |
| Lettisch/Litauisch             |                                |                                |                                |                                | 43                             |                                |                                | # ⋕0023 23 | $0024 24 | Š0160 40 | ė0117 5B    | ę0119 5C | Ž017D 5D | č010D 5E | ū016B 5F   | š0161 60   | ą0105 7B | ų0173 7C    | ž017E 7D | į012F 7E   |
| Polnisch                       |                                | 10                             |                                |                                |                                |                                |                                | # ⋕0023 23 | ń0144 24 | ą0105 40 | Ż Ƶ017B 5B  | Ś015A 5C | Ł0141 5D | ć0107 5E | ó00F3 5F   | ę0119 60   | ż017C 7B | ś015B 7C    | ł0142 7D | ź017A 7E   |
| Portugiesisch/Spanisch         | 05                             |                                | 25                             |                                |                                |                                |                                | ç00E7 23   | $0024 24 | ¡00A1 40 | á00E1 5B    | é00E9 5C | í00ED 5D | ó00F3 5E | ú00FA 5F   | ¿00BF 60   | ü00FC 7B | ñ00F1 7C    | è00E8 7D | à00E0 7E   |
| Rumänisch                      |                                |                                |                                | 37                             |                                |                                |                                | # ⋕0023 23 | ¤00A4 24 | Ț021A 40 | Â00C2 5B    | Ș0218 5C | Ă0102 5D | Î00CE 5E | ı0131 5F   | ț021B 60   | â00E2 7B | ș0219 7C    | ă0103 7D | î00EE 7E   |
| Serbisch/Kroatisch/Slowenisch  |                                |                                |                                | 35                             |                                |                                |                                | # ⋕0023 23 | Ë00CB 24 | Č010C 40 | Ć0106 5B    | Ž017D 5C | Đ0110 5D | Š0160 5E | ë00EB 5F   | č010D 60   | ć0107 7B | ž017E 7C    | đ0111 7D | š0161 7E   |
| Schwedisch/Finnisch, Ungarisch | 02                             | 12                             | 22                             |                                |                                |                                |                                | # ⋕0023 23 | ¤00A4 24 | É00C9 40 | Ä00C4 5B    | Ö00D6 5C | Å00C5 5D | Ü00DC 5E | _005F 5F   | é00E9 60   | ä00E4 7B | ö00F6 7C    | å00E5 7D | ü00FC 7E   |
| Türkisch                       |                                |                                | 26                             |                                |                                | 66                             |                                | TʟN/A 23   | ğ011F 24 | İ0130 40 | Ş015E 5B    | Ö00D6 5C | Ç00C7 5D | Ü00DC 5E | Ğ011E 5F   | ı0131 60   | ş015F 7B | ö00F6 7C    | ç00E7 7D | ü00FC 7E   |

In den nationalen Varianten sind das Háček (ˇ) und das Breve (˘) bei den Sonderbuchstaben in ETSI EN 300 706 ungenau gleich dargestellt. In den Sprachen der drei Varianten „Tschechisch/Slowakisch“, „Lettisch/Litauisch“ und „Serbisch/Kroatisch/Slowenisch“ wird nur das Háček verwendet, während in den Sprachen der beiden Varianten „Rumänisch“ und „Türkisch“ nur das Breve verwendet wird. Dementsprechend sind die betreffenden Buchstaben in den Varianten codiert.
In der Variante „Tschechisch/Slowakisch“ ist beim Kleinbuchstaben t mit Háček (ť) an der Position 5Bhex in ETSI EN 300 706 das Háček (ˇ) in normaler Form dargestellt, wird aber in modernen Druckschriften beim Kleinbuchstaben t häufig in einer Form ähnlich einem Hochkomma (ʼ) rechts neben dem Grundzeichen dargestellt. Die Codierung ist identisch, da es sich dabei nur um eine Layoutvariation handelt.
Die Variante „Englisch“ ist im Wesentlichen identisch mit dem 7-Bit-Zeichensatz des britischen Viewdata-Standards (ISO-IR-47), nur das Zeichen 5Fhex (#) ist abweichend codiert.
Die beiden Pfeile nach links (←) und rechts (→) an den Positionen 5Bhex und 5Dhex sind in ETSI EN 300 706 im Beispiellayout passend zur horizontalen Linie (―) an der Position 60hex dargestellt und können jeweils am Anfang mit dieser nahtlos verbunden werden. In so einer Kombination sollte die horizontale Linie semantisch passend als horizontale Linienerweiterung (⎯) mit der Unicodenummer 23AFhex codiert werden, wobei das Unicode-Zeichen aber derzeit nur von sehr wenigen Schriftarten (korrekt) unterstützt wird.
Das Rautezeichen (#) an der Position 5Fhex ist in ETSI EN 300 706 gleich dargestellt wie das Nummernzeichen an der Position 23hex in der Variante „Standard“ und dementsprechend identisch codiert. Das Zeichen ist im Viewdata-Standard als Viewdata-Quadrat (⌗) mit der Unicodenummer 2317hex codiert, das zwar optisch ähnlich ist, aber korrekt dargestellt doch anders aussieht (siehe ISO-IR-47) und eine andere semantische Bedeutung als Abschlusszeichen für Adressen hat, die im Teletext nicht gegeben ist.
Die horizontale Linie (―) an der Position 60hex kann gleichermaßen auch als langer Gedankenstrich im Englischen (—) mit der Unicodenummer 2014hex verwendet werden und ist in ETSI EN 300 706 im Beispiellayout links und rechts verbindend dargestellt.
Der vertikale Doppelstrich an der Position 7Chex ist entsprechend EBU Tech 3232-a als Parallelzeichen (∥) codiert und in ETSI EN 300 706 im Beispiellayout oben und unten nicht verbindend dargestellt. Entsprechend der Zeichenbezeichnung im Viewdata-Standard kann zur Codierung eventuell auch das optisch identische Unicode-Zeichen doppelte vertikale Linie (‖) mit der Unicodenummer 2016hex verwendet werden. Allerdings ist dieses Zeichen gemäß RFC 1345 auch dort als Parallelzeichen codiert. Aber unabhängig von der primären Codierung kann das Zeichen gleichermaßen als Parallelzeichen und als doppelte vertikale Linie verwendet werden.
Die Variante „Deutsch“ ist im Wesentlichen identisch mit dem deutschen 7-Bit-Zeichensatz DIN 66003 (ISO-IR-21), nur das Zeichen 60hex (°) ist abweichend codiert.
In der Variante „Lettisch/Litauisch“ sind die beiden Kleinbuchstaben e mit Ogonek (ę) und i mit Ogonek (į) an den Positionen 5Chex und 7Ehex in ETSI EN 300 706 wohl falsch mit Cedille (¸) dargestellt, da diese im Lettischen oder Litauischen nie mit Cedille, dafür aber mit Ogonek (˛) verwendet werden. Eine alternative Codierung ist nicht erforderlich, da die falsch dargestellten Buchstaben nicht einmal im europäischen Raum vorkommen, also wohl auch niemals verwendet werden dürften.
In der Variante „Polnisch“ ist der Großbuchstabe Z mit Überpunkt (Ż) an der Position 5Bhex in ETSI EN 300 706 zwar als Z mit Querstrich (Ƶ) dargestellt, wird aber üblicherweise nicht so codiert, da es sich dabei nur um eine Layoutvariation handelt. Außerdem ist der zugehörige Kleinbuchstabe an der Position 7Bhex auch in ETSI EN 300 706 als z mit Überpunkt (ż) dargestellt.
In der Variante „Rumänisch“ sind die beiden Buchstaben T mit Unterkomma (Ț/ț) und S mit Unterkomma (Ș/ș) an den Positionen 40hex/60hex und 5Chex/7Chex entsprechend der rumänischen Standardisierungsbehörde mit Unterkomma ( ̦ ) codiert (siehe auch ISO 8859-16). Allerdings wurden diese bis Anfang der 1990er Jahre in internationalen Standards lediglich als Layoutvariationen der Buchstaben T mit Cedille (Ţ/ţ) und S mit Cedille (Ş/ş) betrachtet, und auch in ISO 6937 sind nur die Sonderbuchstaben mit Cedille (¸) vorhanden.
In der Variante „Serbisch/Kroatisch/Slowenisch“ stellt das Zeichen 24hex anstelle des Großbuchstabens E mit Trema (Ë) bei manchen Decodern das Dollarzeichen ($) mit der Unicodenummer 0024hex oder den gemeinen Bruch ein Halb (½) mit der Unicodenummer 00BDhex dar.
Die Variante „Schwedisch/Finnisch, Ungarisch“ ist identisch mit dem schwedischen 7-Bit-Zeichensatz SEN 850200 Annex C (ISO-IR-11).
In der Variante „Türkisch“ ist das Zeichen für die türkische Währung (Tʟ) an der Position 23hex in dieser Form nur im Teletext zu finden und wird ansonsten ganz normal mit den zwei einzelnen Großbuchstaben TL dargestellt. Dafür gibt es in Unicode aber verschiedene Währungssymbole, die für die türkische Währung verwendet werden können: das Türkische Lirazeichen (₺) mit der Unicodenummer 20BAhex, das Lirazeichen (₤) mit der Unicodenummer 20A4hex und das Pfundzeichen (£) mit der Unicodenummer 00A3hex.
|       | _0       | _1       | _2                  | _3       | _4        | _5         | _6         | _7       | _8       | _9       | _A       | _B                  | _C       | _D       | _E       | _F       |
| 2_    | ␠0020 20 | ¡00A1 21 | ¢00A2 22            | £00A3 23 | $0024 24  | ¥00A5 25   | # ⋕0023 26 | §00A7 27 | ¤00A4 28 | ‘2018 29 | “201C 2A | «00AB 2B            | ←2190 2C | ↑2191 2D | →2192 2E | ↓2193 2F |
| 3_    | °00B0 30 | ±00B1 31 | ²00B2 32            | ³00B3 33 | ×00D7 34  | µ00B5 35   | ¶00B6 36   | ·00B7 37 | ÷00F7 38 | ’2019 39 | ”201D 3A | »00BB 3B            | ¼00BC 3C | ½00BD 3D | ¾00BE 3E | ¿00BF 3F |
| 4_    | 40       | `0060 41 | ´00B4 42            | ˆ02C6 43 | ˜ 02DC 44 | ¯ ˉ00AF 45 | ˘02D8 46   | ˙02D9 47 | ¨00A8 48 | ̣ N/A 49  | ˚02DA 4A | ¸ (̦ )00B8 (N/A) 4B  | _005F 4C | ˝02DD 4D | ˛02DB 4E | ˇ02C7 4F |
| Komb. | 40       | ò0300 41 | ó (ģ)0301 (0327) 42 | ô0302 43 | õ0303 44  | ō0304 45   | ŏ0306 46   | ȯ0307 47 | ö0308 48 | ọ0323 49 | å030A 4A | ç (o̦)0327 (0326) 4B | o̲0332 4C | ő030B 4D | ǫ0328 4E | ǒ030C 4F |
| 5_    | ―2015 50 | ¹00B9 51 | ®00AE 52            | ©00A9 53 | ™2122 54  | ♪266A 55   | ₠20A0 56   | ‰2030 57 | ∝221D 58 | 59       | 5A       | 5B                  | ⅛215B 5C | ⅜215C 5D | ⅝215D 5E | ⅞215E 5F |
| 6_    | Ω2126 60 | Æ00C6 61 | Đ Ð0110 00D0 62     | ª00AA 63 | Ħ0126 64  | 65         | Ĳ0132 66   | Ŀ013F 67 | Ł0141 68 | Ø00D8 69 | Œ0152 6A | º00BA 6B            | Þ00DE 6C | Ŧ0166 6D | Ŋ014A 6E | ŉ0149 6F |
| 7_    | ĸ0138 70 | æ00E6 71 | đ0111 72            | ð00F0 73 | ħ0127 74  | ı0131 75   | ĳ0133 76   | ŀ0140 77 | ł0142 78 | ø00F8 79 | œ0153 7A | ß00DF 7B            | þ00FE 7C | ŧ0167 7D | ŋ014B 7E | ■25A0 7F |

Die sechs Zeichen 20hex (Leerzeichen), 49hex (   ̣), 56hex (₠), 57hex (‰), 58hex (∝) und 7Fhex (■) sind abweichend zu ISO 6937 und ITU T.61 codiert.
Das Leerzeichen an der Position 20hex kann entsprechend ISO 6937 eventuell auch als geschütztes Leerzeichen mit der Unicodenummer 00A0hex codiert werden. Allerdings ist das Zeilenumbruchverhalten im Teletext ohne Bedeutung.
Die beiden Pfeile nach links (←) und rechts (→) an den Positionen 2Chex und 2Ehex sind in ETSI EN 300 706 im Beispiellayout passend zur horizontalen Linie (―) an der Position 50hex dargestellt und können jeweils am Anfang mit dieser nahtlos verbunden werden. In so einer Kombination sollte die horizontale Linie semantisch passend als horizontale Linienerweiterung (⎯) mit der Unicodenummer 23AFhex codiert werden, wobei das Unicode-Zeichen aber derzeit nur von sehr wenigen Schriftarten (korrekt) unterstützt wird.
Das alleinstehende diakritische Zeichen Gravis (`) an der Position 41hex ist im lateinischen G0-Standard-Primärzeichensatz in ETSI EN 300 706 mit anderem Beispiellayout dargestellt und kann zur Unterscheidung auch mit dem alternativen Unicode-Zeichen modifizierender Gravis (ˋ) mit der Unicodenummer 02CBhex codiert werden. Allerdings sind diese beiden Zeichen in modernen Druckschriften optisch identisch. Passend dazu könnte dann eventuell auch das alleinstehende diakritische Zeichen Akut (´) an der Position 42hex mit dem alternativen Unicode-Zeichen modifizierender Akut (ˊ) mit der Unicodenummer 02CAhex codiert werden, was aber abweichend zu ISO 6937 wäre.
Da die alleinstehenden diakritischen Zeichen Zirkumflex (ˆ) an der Position 43hex und Tilde (˜) an der Position 44hex im lateinischen G0-Standard-Primärzeichensatz in ETSI EN 300 706 mit anderem Beispiellayout dargestellt sind, wird eine optisch passendere, alternative Codierung als in ISO 6937 verwendet (siehe Windows-1252).
Das Layout des alleinstehenden diakritischen Unicode-Zeichens Makron (¯) an der Position 45hex ist ebenfalls stark von der Schriftart abhängig und gleicht oftmals eher dem Überstrich (‾), daher müsste zur Codierung eigentlich das optisch passendere, alternative Unicode-Zeichen modifizierendes Makron (ˉ) mit der Unicodenummer 02C9hex verwendet werden, was aber abweichend zu ISO 6937 wäre.(vgl. Überstrich#Verfügbare Zeichen)
Das diakritische Zeichen in Form eines horizontalen Doppelpunktes (¨) an der Position 48hex kann entsprechend EBU Tech 3232-a und ITU T.61 als Trema und als Umlautpunkte verwendet werden. Auch in Unicode wird nicht zwischen diesen beiden optisch identischen Zeichen unterschieden. Wenn eine semantische Unterscheidung notwendig ist dann kann das diakritische Zeichen Trema mit der Unicode-Zeichenfolge kombinierender Graphemverbinder mit der Unicodenummer 034Fhex und kombinierendes Trema (¨) mit der Unicodenummer 0308hex codiert werden, während das diakritische Zeichen Umlautpunkte ganz normal mit dem Unicode-Zeichen kombinierendes Trema (¨) mit der Unicodenummer 0308hex oder den mit Trema zusammengesetzten Unicode-Zeichen codiert wird. Dabei sollte man sich nicht durch die Namen der Unicode-Zeichen irritieren lassen.
Das diakritische Zeichen Cedille (¸) an der Position 4Bhex kann historisch betrachtet auch als Unterkomma ( ̦ ) verwendet werden.
Die kombinierende Unterstreichung (_) und damit einhergehend auch der Unterstrich an der Position 4Chex sind in ETSI EN 300 706 im Beispiellayout links und rechts nicht verbindend dargestellt und sollten besser mit Hilfe der Schriftauszeichnung „Unterstreichen“ realisiert werden. Dementsprechend sollte eventuell auch der Unterstrich an der Position 5Fhex im lateinischen G0-Primärzeichensatz bei der Schriftauszeichnung „Unterstreichen“ als geschütztes Leerzeichen codiert werden, um eine doppelte Linie zu vermeiden und eine einheitliche Linienführung zu erreichen. Aber zumindest in der Schriftfamilie „Courier“ ist der Unterstrich optisch kompatibel mit der Schriftauszeichnung „Unterstreichen“.
Die horizontale Linie (―) an der Position 50hex kann gleichermaßen auch als langer Gedankenstrich im Englischen (—) mit der Unicodenummer 2014hex verwendet werden und ist in ETSI EN 300 706 im Beispiellayout links und rechts verbindend dargestellt.
Das Proportionalzeichen (∝) an der Position 58hex wird in EBU Tech 3232-a wohl falsch als Alpha bezeichnet, ist aber nicht zu verwechseln mit dem griechischen Kleinbuchstaben Alpha (α), da beide Zeichen in ETSI EN 300 706 mit unterschiedlichem Beispiellayout dargestellt sind.
Das Zeichen 62hex kann entsprechend EBU Tech 3232-a und ISO 6937 als Großbuchstabe D mit Querstrich (Đ) für den gleichnamigen Kleinbuchstaben (đ) an der Position 72hex und als isländischer Großbuchstabe Eth (Ð) für den gleichnamigen Kleinbuchstaben (ð) an der Position 73hex verwendet werden. Im Zweifelsfall ist die erste Unicodenummer gemäß ISO 6937 zu wählen.
Das Zeichen für den unbestimmten Artikel in Afrikaans (ŉ) an der Position 6Fhex ist nur in Kleinschreibung vorhanden und wird üblicherweise auch immer kleingeschrieben. Als großgeschriebenes Zeichen wird es normal mit dem Großbuchstaben N an der Position 4Ehex mit einem vorangestellten modifizierenden Hochkomma (ʼ) an der Position 27hex jeweils im lateinischen G0-Primärzeichensatz dargestellt. Die großgeschriebene Form ist auch in Unicode nicht als eigenständiges Zeichen definiert.
Der früher verwendete grönländische Buchstabe Kra (ĸ) an der Position 70hex ist nur als Kleinbuchstabe vorhanden. Der zugehörige Großbuchstabe wird mit dem Großbuchstaben K an der Position 4Bhex mit einem nachfolgenden modifizierenden Hochkomma (ʼ) an der Position 27hex jeweils im lateinischen G0-Primärzeichensatz dargestellt und ist auch in Unicode nicht als eigenständiges Zeichen definiert.
Als Großbuchstabe für den türkischen Kleinbuchstaben i ohne Punkt (ı) an der Position 75hex wird der Großbuchstabe I an der Position 49hex im lateinischen G0-Primärzeichensatz verwendet. Das ist auch in Unicode so vorgesehen (siehe auch Anmerkung zum lateinischen G0-Primärzeichensatz).
Der deutsche Buchstabe Eszett (ß) an der Position 7Bhex ist nur als Kleinbuchstabe vorhanden. Die Großschreibung erfolgt üblicherweise mit zwei aufeinanderfolgenden Großbuchstaben S an der Position 53hex im lateinischen G0-Primärzeichensatz und ist in dieser Form auch in Unicode nicht als eigenständiges Zeichen definiert. Erst 2008 wurde das Eszett in Großbuchstabenform (ẞ) als neues Zeichen in Unicode aufgenommen und ist seit 2017 Bestandteil der amtlichen deutschen Rechtschreibung.
Die alternative Codierung der in der Zeile „Kombinierend“ stehenden Zeichen wird abhängig von der Ansteuerung verwendet. Die unterstützten Kombinationen sind vom Decoder abhängig. Im Zweifelsfall sollte man sich auf die in ISO 6937 festgelegten Kombinationen beschränken. Dementsprechend wird auch zur Darstellung des Kleinbuchstabens g mit Cedille (ģ) der Kleinbuchstabe g abweichend zu Unicode mit dem Akut (´) an der Position 42hex kombiniert. Auch bei den beiden kyrillischen und griechischen G2-Ergänzungszeichensätzen sollten die kombinierenden Zeichen nur in Verbindung mit dem lateinischen G0-Primärzeichensatz verwendet werden.

## Kyrillisch
Die kyrillischen G0-Primärzeichensätze sind größtenteils identisch mit dem 7-Bit-Zeichensatz GOST 13052 (übernommen in ISO-IR-111), wobei die Großbuchstaben und Kleinbuchstaben vertauscht und somit wie in den anderen Zeichensätzen angeordnet sind.
|    | _0       | _1              | _2              | _3              | _4                  | _5                  | _6                  | _7         | _8              | _9       | _A                  | _B       | _C       | _D                  | _E                  | _F              |
| 2_ | ␠0020 20 | !0021 21        | " ”0022 22      | # ⋕0023 23      | $0024 24            | %0025 25            | &0026 26            | ' ’0027 27 | (0028 28        | )0029 29 | *∗\|@ 002A\|0040 2A | +002B 2B | ,002C 2C | -002D 2D            | .002E 2E            | /002F 2F        |
| 3_ | 00030 30 | 10031 31        | 20032 32        | 30033 33        | 40034 34            | 50035 35            | 60036 36            | 70037 37   | 80038 38        | 90039 39 | :003A 3A            | ;003B 3B | <003C 3C | =003D 3D            | >003E 3E            | ?003F 3F        |
| 4_ | Ч0427 40 | А A0410 0041 41 | Б0411 42        | Ц0426 43        | Д0414 44            | Е0415 45            | Ф0424 46            | Г0413 47   | Х X0425 0058 48 | И0418 49 | Ј0408 4A            | К041A 4B | Л041B 4C | М M041C 004D 4D     | Н H041D 0048 4E     | О O041E 004F 4F |
| 5_ | П041F 50 | Ќ040C 51        | Р P0420 0050 52 | С C0421 0043 53 | Т T0422 0054 54     | У (Y)0423 (0059) 55 | В B0412 0042 56     | Ѓ0403 57   | Љ0409 58        | Њ040A 59 | З0417 5A            | Ћ040B 5B | Ж0416 5C | Ђ0402 5D            | Ш0428 5E            | Џ040F 5F        |
| 6_ | ч0447 60 | а a0430 0061 61 | б0431 62        | ц0446 63        | д0434 64            | е0435 65            | ф0444 66            | г0433 67   | х x0445 0078 68 | и0438 69 | ј0458 6A            | к043A 6B | л043B 6C | м (m)043C (006D) 6D | н (h)043D (0068) 6E | о o043E 006F 6F |
| 7_ | п043F 70 | ќ045C 71        | р p0440 0070 72 | с c0441 0063 73 | т (t)0442 (0074) 74 | у y0443 0079 75     | в (b)0432 (0062) 76 | ѓ0453 77   | љ0459 78        | њ045A 79 | з0437 7A            | ћ045B 7B | ж0436 7C | ђ0452 7D            | ш0448 7E            | ■25A0 7F        |

Die zwei Zeichen 24hex ($), 7Fhex (■) und zwölf kyrillische Buchstabenpaare sind abweichend zu GOST 13052 codiert und so weit wie möglich passend zur lateinischen G0-Variante „Serbisch/Kroatisch/Slowenisch“ angeordnet (siehe Kyrillisches Alphabet, Serbisch, Serbokroatisch und Montenegrinisch).
Das Zeichen 24hex stellt anstelle des Dollarzeichens ($) bei manchen Decodern den kyrillischen Großbuchstaben Jo (Ё) mit der Unicodenummer 0401hex bzw. den lateinischen Großbuchstaben E mit Trema (Ë) mit der Unicodenummer 00CBhex dar.
Die Codierung des Zeichens 2Ahex ist von der Ansteuerung abhängig.
Der kyrillische Buchstabe Dže (Џ) an der Position 5Fhex ist nur als Großbuchstabe vorhanden. Der zugehörige Kleinbuchstabe џ mit der Unicodenummer 045Fhex kann ersatzweise mit den zwei aufeinanderfolgenden kyrillischen Kleinbuchstaben De (д) und Sche/Že (ж) an den Positionen 64hex und 7Chex dargestellt werden.
Die alternative Codierung der anderen fett umrahmten Zeichen ist notwendig zur Vervollständigung des im kyrillischen G2-Ergänzungszeichensatz codierten lateinischen Alphabets.
|    | _0       | _1              | _2              | _3              | _4                  | _5                  | _6       | _7                  | _8              | _9       | _A                  | _B       | _C       | _D                  | _E                  | _F              |
| 2_ | ␠0020 20 | !0021 21        | " ”0022 22      | # ⋕0023 23      | $0024 24            | %0025 25            | ы044B 26 | ' ’0027 27          | (0028 28        | )0029 29 | *∗\|@ 002A\|0040 2A | +002B 2B | ,002C 2C | -002D 2D            | .002E 2E            | /002F 2F        |
| 3_ | 00030 30 | 10031 31        | 20032 32        | 30033 33        | 40034 34            | 50035 35            | 60036 36 | 70037 37            | 80038 38        | 90039 39 | :003A 3A            | ;003B 3B | <003C 3C | =003D 3D            | >003E 3E            | ?003F 3F        |
| 4_ | Ю042E 40 | А A0410 0041 41 | Б0411 42        | Ц0426 43        | Д0414 44            | Е0415 45            | Ф0424 46 | Г0413 47            | Х X0425 0058 48 | И0418 49 | Й (Ѝ)0419 (040D) 4A | К041A 4B | Л041B 4C | М M041C 004D 4D     | Н H041D 0048 4E     | О O041E 004F 4F |
| 5_ | П041F 50 | Я042F 51        | Р P0420 0050 52 | С C0421 0043 53 | Т T0422 0054 54     | У (Y)0423 (0059) 55 | Ж0416 56 | В B0412 0042 57     | Ь042C 58        | Ъ042A 59 | З0417 5A            | Ш0428 5B | Э042D 5C | Щ0429 5D            | Ч0427 5E            | Ы042B 5F        |
| 6_ | ю044E 60 | а a0430 0061 61 | б0431 62        | ц0446 63        | д0434 64            | е0435 65            | ф0444 66 | г0433 67            | х x0445 0078 68 | и0438 69 | й (ѝ)0439 (045D) 6A | к043A 6B | л043B 6C | м (m)043C (006D) 6D | н (h)043D (0068) 6E | о o043E 006F 6F |
| 7_ | п043F 70 | я044F 71        | р p0440 0070 72 | с c0441 0063 73 | т (t)0442 (0074) 74 | у y0443 0079 75     | ж0436 76 | в (b)0432 (0062) 77 | ь044C 78        | ъ044A 79 | з0437 7A            | ш0448 7B | э044D 7C | щ0449 7D            | ч0447 7E            | ■25A0 7F        |

Die drei Zeichen 24hex ($), 26hex (ы) und 7Fhex (■) sind abweichend zu GOST 13052 codiert, sowie die beiden kyrillischen Buchstabenpaare an den Positionen 59hex/79hex (Ъ/ъ) und 5Fhex/26hex (Ы/ы) entsprechend der bulgarischen Variante vertauscht.
Die Codierung des Zeichens 2Ahex ist von der Ansteuerung abhängig.
Der kyrillische Buchstabe Je (Е/е) an den Positionen 45hex und 65hex kann ersatzweise auch für den kyrillischen Buchstaben Jo (Ё/ё) mit den Unicodenummern 0401hex und 0451hex verwendet werden, da dieser im Russischen oftmals ohne Trema dargestellt wird.
Beim kyrillischen Buchstaben kurzes I (Й/й) an den Positionen 4Ahex und 6Ahex ist in ETSI EN 300 706 das Breve (˘) wohl falsch wie der Überpunkt (˙) dargestellt. Aber eventuell wurde das gemacht, um optisch besser auch als kyrillischer Buchstabe I mit Gravis (Ѝ/ѝ) verwendet werden zu können.
Die alternative Codierung der anderen fett umrahmten Zeichen ist notwendig zur Vervollständigung des im kyrillischen G2-Ergänzungszeichensatz codierten lateinischen Alphabets.
|    | _0       | _1              | _2              | _3              | _4                  | _5                  | _6       | _7                  | _8              | _9       | _A                  | _B       | _C       | _D                  | _E                  | _F              |
| 2_ | ␠0020 20 | !0021 21        | " ”0022 22      | # ⋕0023 23      | $0024 24            | %0025 25            | ї0457 26 | ' ’0027 27          | (0028 28        | )0029 29 | *∗\|@ 002A\|0040 2A | +002B 2B | ,002C 2C | -002D 2D            | .002E 2E            | /002F 2F        |
| 3_ | 00030 30 | 10031 31        | 20032 32        | 30033 33        | 40034 34            | 50035 35            | 60036 36 | 70037 37            | 80038 38        | 90039 39 | :003A 3A            | ;003B 3B | <003C 3C | =003D 3D            | >003E 3E            | ?003F 3F        |
| 4_ | Ю042E 40 | А A0410 0041 41 | Б0411 42        | Ц0426 43        | Д0414 44            | Е0415 45            | Ф0424 46 | Г0413 47            | Х X0425 0058 48 | И0418 49 | Й (Ѝ)0419 (040D) 4A | К041A 4B | Л041B 4C | М M041C 004D 4D     | Н H041D 0048 4E     | О O041E 004F 4F |
| 5_ | П041F 50 | Я042F 51        | Р P0420 0050 52 | С C0421 0043 53 | Т T0422 0054 54     | У (Y)0423 (0059) 55 | Ж0416 56 | В B0412 0042 57     | Ь042C 58        | І0406 59 | З0417 5A            | Ш0428 5B | Є0404 5C | Щ0429 5D            | Ч0427 5E            | Ї0407 5F        |
| 6_ | ю044E 60 | а a0430 0061 61 | б0431 62        | ц0446 63        | д0434 64            | е0435 65            | ф0444 66 | г0433 67            | х x0445 0078 68 | и0438 69 | й (ѝ)0439 (045D) 6A | к043A 6B | л043B 6C | м (m)043C (006D) 6D | н (h)043D (0068) 6E | о o043E 006F 6F |
| 7_ | п043F 70 | я044F 71        | р p0440 0070 72 | с c0441 0063 73 | т (t)0442 (0074) 74 | у y0443 0079 75     | ж0436 76 | в (b)0432 (0062) 77 | ь044C 78        | і0456 79 | з0437 7A            | ш0448 7B | є0454 7C | щ0449 7D            | ч0447 7E            | ■25A0 7F        |

Die drei Zeichen 24hex ($), 26hex (ї), 7Fhex (■) und drei kyrillische Buchstabenpaare sind abweichend zu GOST 13052 codiert.
Die Codierung des Zeichens 2Ahex ist von der Ansteuerung abhängig.
Beim kyrillischen Buchstaben kurzes I (Й/й) an den Positionen 4Ahex und 6Ahex ist in ETSI EN 300 706 das Breve (˘) wohl falsch wie der Überpunkt (˙) dargestellt. Aber eventuell wurde das gemacht, um optisch besser auch als kyrillischer Buchstabe I mit Gravis (Ѝ/ѝ) verwendet werden zu können.
Die alternative Codierung der anderen fett umrahmten Zeichen ist notwendig zur Vervollständigung des im kyrillischen G2-Ergänzungszeichensatz codierten lateinischen Alphabets.
|       | _0       | _1       | _2                  | _3       | _4              | _5              | _6       | _7       | _8       | _9       | _A       | _B                  | _C       | _D       | _E       | _F       |
| 2_    | ␠0020 20 | ¡00A1 21 | ¢00A2 22            | £00A3 23 | $0024 24        | ¥00A5 25        | 26       | §00A7 27 | 28       | ‘2018 29 | “201C 2A | «00AB 2B            | ←2190 2C | ↑2191 2D | →2192 2E | ↓2193 2F |
| 3_    | °00B0 30 | ±00B1 31 | ²00B2 32            | ³00B3 33 | ×00D7 34        | µ00B5 35        | ¶00B6 36 | ·00B7 37 | ÷00F7 38 | ’2019 39 | ”201D 3A | »00BB 3B            | ¼00BC 3C | ½00BD 3D | ¾00BE 3E | ¿00BF 3F |
| 4_    | 40       | `0060 41 | ´00B4 42            | ˆ02C6 43 | ˜ 02DC 44       | ¯ ˉ00AF 45      | ˘02D8 46 | ˙02D9 47 | ¨00A8 48 | ̣ N/A 49  | ˚02DA 4A | ¸ (̦ )00B8 (N/A) 4B  | _005F 4C | ˝02DD 4D | ˛02DB 4E | ˇ02C7 4F |
| Komb. | 40       | ò0300 41 | ó (ģ)0301 (0327) 42 | ô0302 43 | õ0303 44        | ō0304 45        | ŏ0306 46 | ȯ0307 47 | ö0308 48 | ọ0323 49 | å030A 4A | ç (o̦)0327 (0326) 4B | o̲0332 4C | ő030B 4D | ǫ0328 4E | ǒ030C 4F |
| 5_    | ―2015 50 | ¹00B9 51 | ®00AE 52            | ©00A9 53 | ™2122 54        | ♪266A 55        | ₠20A0 56 | ‰2030 57 | ∝221D 58 | Ł0141 59 | ł0142 5A | ß00DF 5B            | ⅛215B 5C | ⅜215C 5D | ⅝215D 5E | ⅞215E 5F |
| 6_    | D0044 60 | E0045 61 | F0046 62            | G0047 63 | I І0049 0406 64 | J Ј004A 0408 65 | K004B 66 | L004C 67 | N004E 68 | Q0051 69 | R0052 6A | S Ѕ0053 0405 6B     | U0055 6C | V0056 6D | W0057 6E | Z005A 6F |
| 7_    | d0064 70 | e0065 71 | f0066 72            | g0067 73 | i і0069 0456 74 | j ј006A 0458 75 | k006B 76 | l006C 77 | n006E 78 | q0071 79 | r0072 7A | s ѕ0073 0455 7B     | u0075 7C | v0076 7D | w0077 7E | z007A 7F |

Die Zeichen 20hex bis 5Fhex sind im Wesentlichen identisch mit dem lateinischen G2-Ergänzungszeichensatz ohne die zwei zusätzlichen Zeichen aus ITU T.61. Die drei Zeichen 59hex bis 5Bhex sind abweichend davon mit lateinischen Sonderbuchstaben codiert.
Die Zeichen 60hex bis 7Fhex sind mit lateinischen Buchstaben codiert, die zusammen mit ähnlich aussehenden Buchstaben in den kyrillischen G0-Primärzeichensätzen jeweils das vollständige lateinische Alphabet abbilden.
Die alternative Codierung der fett umrahmten Zeichen kann zur Ergänzung des codierten kyrillischen Alphabets verwendet werden, wobei die beiden kyrillischen Buchstaben belarussisch-ukrainisches I (І/і) und serbisches Je (Ј/ј) an den Positionen 64hex/74hex und 65hex/75hex bereits in der kyrillischen G0-Variante 3 „Ukrainisch“ bzw. 1 „Serbisch/Kroatisch“ vorhanden sind.
Die alternative Codierung der in der Zeile „Kombinierend“ stehenden Zeichen wird abhängig von der Ansteuerung verwendet. Die kombinierenden Zeichen sollten wie beim lateinischen G2-Ergänzungszeichensatz nur in Verbindung mit dem lateinischen G0-Primärzeichensatz verwendet werden.

## Griechisch
Der griechische G0-Primärzeichensatz ist im Wesentlichen identisch mit den Zeichen 20hex bis 3Fhex und C0hex bis FEhex des 8-Bit-Zeichensatzes ELOT 928 (identisch mit ISO 8859-7).
|    | _0       | _1              | _2              | _3         | _4              | _5              | _6       | _7              | _8       | _9              | _A                  | _B       | _C              | _D              | _E       | _F              |
| 2_ | ␠0020 20 | !0021 21        | " ”0022 22      | # ⋕0023 23 | $0024 24        | %0025 25        | &0026 26 | ' ’0027 27      | (0028 28 | )0029 29        | *∗\|@ 002A\|0040 2A | +002B 2B | ,002C 2C        | -002D 2D        | .002E 2E | /002F 2F        |
| 3_ | 00030 30 | 10031 31        | 20032 32        | 30033 33   | 40034 34        | 50035 35        | 60036 36 | 70037 37        | 80038 38 | 90039 39        | :003A 3A            | ;003B 3B | «00AB 3C        | =003D 3D        | »00BB 3E | ?003F 3F        |
| 4_ | ΐ0390 40 | Α A0391 0041 41 | Β B0392 0042 42 | Γ0393 43   | Δ0394 44        | Ε E0395 0045 45 | Ζ0396 46 | Η H0397 0048 47 | Θ0398 48 | Ι I0399 0049 49 | Κ K039A 004B 4A     | Λ039B 4B | Μ M039C 004D 4C | Ν N039D 004E 4D | Ξ039E 4E | Ο O039F 004F 4F |
| 5_ | Π03A0 50 | Ρ P03A1 0050 51 | ΄0384 52        | Σ03A3 53   | Τ T03A4 0054 54 | Υ03A5 55        | Φ03A6 56 | Χ X03A7 0058 57 | Ψ03A8 58 | Ω03A9 59        | Ϊ03AA 5A            | Ϋ03AB 5B | ά03AC 5C        | έ03AD 5D        | ή03AE 5E | ί03AF 5F        |
| 6_ | ΰ03B0 60 | α03B1 61        | β03B2 62        | γ03B3 63   | δ03B4 64        | ε03B5 65        | ζ03B6 66 | η03B7 67        | θ03B8 68 | ι03B9 69        | κ03BA 6A            | λ03BB 6B | μ03BC 6C        | ν03BD 6D        | ξ03BE 6E | ο o03BF 006F 6F |
| 7_ | π03C0 70 | ρ03C1 71        | ς03C2 72        | σ03C3 73   | τ03C4 74        | υ03C5 75        | φ03C6 76 | χ03C7 77        | ψ03C8 78 | ω03C9 79        | ϊ03CA 7A            | ϋ03CB 7B | ό03CC 7C        | ύ03CD 7D        | ώ03CE 7E | ■25A0 7F        |

Die vier Zeichen 3Chex («), 3Ehex (»), 52hex (΄) und 7Fhex (■) sind abweichend zu ELOT 928 codiert.
Die Codierung des Zeichens 2Ahex ist von der Ansteuerung abhängig.
Der alleinstehende Tonos (΄) an der Position 52hex ist in ETSI EN 300 706 im Beispiellayout rechtsbündig dargestellt, so dass er für einen nachfolgenden Großbuchstaben korrekt positioniert ist. Dadurch ergibt sich auch bereits ein ausreichender Leerraum zur Worttrennung.
Der Tonos (΄) ist in ETSI EN 300 706 historisch bedingt als alleinstehendes Zeichen an der Position 52hex und bei den griechischen Kleinbuchstaben mit Dialytika und Tonos (΅) an den Positionen 40hex und 60hex senkrecht ('), sowie bei den griechischen Kleinbuchstaben mit Tonos an den Positionen 5Chex bis 5Fhex und 7Chex bis 7Ehex wie der Überpunkt (˙) dargestellt.
Der griechische Kleinbuchstabe Iota (ι) an der Position 69hex, sowie mit Diakritika (ΐ, ί und ϊ) an den Positionen 40hex, 5Fhex und 7Ahex ist in ETSI EN 300 706 ungenau wie der lateinische Kleinbuchstabe punktloses i mit Serifen (ı) dargestellt.
Die Variante für das Wortende des griechischen Kleinbuchstabens Sigma (ς) an der Position 72hex ist in ETSI EN 300 706 ungenau wie der lateinische Kleinbuchstabe s dargestellt.
Die alternative Codierung der anderen fett umrahmten Zeichen ist notwendig zur Vervollständigung des im griechischen G2-Ergänzungszeichensatz codierten lateinischen Alphabets.
|       | _0       | _1       | _2                  | _3       | _4        | _5         | _6       | _7       | _8       | _9       | _A       | _B                  | _C       | _D       | _E       | _F       |
| 2_    | ␠0020 20 | a0061 21 | b0062 22            | £00A3 23 | e0065 24  | h0068 25   | i0069 26 | §00A7 27 | :003A 28 | ‘2018 29 | “201C 2A | k006B 2B            | ←2190 2C | ↑2191 2D | →2192 2E | ↓2193 2F |
| 3_    | °00B0 30 | ±00B1 31 | ²00B2 32            | ³00B3 33 | ×00D7 34  | m006D 35   | n006E 36 | p0070 37 | ÷00F7 38 | ’2019 39 | ”201D 3A | t0074 3B            | ¼00BC 3C | ½00BD 3D | ¾00BE 3E | x0078 3F |
| 4_    | 40       | `0060 41 | ´00B4 42            | ˆ02C6 43 | ˜ 02DC 44 | ¯ ˉ00AF 45 | ˘02D8 46 | ˙02D9 47 | ¨00A8 48 | ̣ N/A 49  | ˚02DA 4A | ¸ (̦ )00B8 (N/A) 4B  | _005F 4C | ˝02DD 4D | ˛02DB 4E | ˇ02C7 4F |
| Komb. | 40       | ò0300 41 | ó (ģ)0301 (0327) 42 | ô0302 43 | õ0303 44  | ō0304 45   | ŏ0306 46 | ȯ0307 47 | ö0308 48 | ọ0323 49 | å030A 4A | ç (o̦)0327 (0326) 4B | o̲0332 4C | ő030B 4D | ǫ0328 4E | ǒ030C 4F |
| 5_    | ?003F 50 | ¹00B9 51 | ®00AE 52            | ©00A9 53 | ™2122 54  | ♪266A 55   | ₠20A0 56 | ‰2030 57 | ∝221D 58 | Ί038A 59 | Ύ038E 5A | Ώ038F 5B            | ⅛215B 5C | ⅜215C 5D | ⅝215D 5E | ⅞215E 5F |
| 6_    | C0043 60 | D0044 61 | F0046 62            | G0047 63 | J004A 64  | L004C 65   | Q0051 66 | R0052 67 | S0053 68 | U0055 69 | V0056 6A | W0057 6B            | Y0059 6C | Z005A 6D | Ά0386 6E | Ή0389 6F |
| 7_    | c0063 70 | d0064 71 | f0066 72            | g0067 73 | j006A 74  | l006C 75   | q0071 76 | r0072 77 | s0073 78 | u0075 79 | v0076 7A | w0077 7B            | y0079 7C | z007A 7D | Έ0388 7E | ■25A0 7F |

Die Zeichen 20hex bis 5Fhex und 7Fhex sind größtenteils identisch mit dem lateinischen G2-Ergänzungszeichensatz ohne die zwei zusätzlichen Zeichen aus ITU T.61. Die drei Zeichen 59hex bis 5Bhex sind abweichend davon mit griechischen Sonderbuchstaben, sowie weitere elf Zeichen mit lateinischen Kleinbuchstaben codiert. Außerdem sind die beiden Zeichen 28hex und 50hex abweichend als Doppelpunkt (:) und Fragezeichen (?) codiert, obwohl diese bereits im griechischen G0-Primärzeichensatz enthalten sind. Eventuell ist das historisch bedingt, weil diese beiden Zeichen nicht im 7-Bit-Zeichensatz ISO-IR-27 vorhanden sind.
Die Zeichen 60hex bis 7Ehex sind mit lateinischen Buchstaben und griechischen Sonderbuchstaben codiert. Die lateinischen Buchstaben bilden zusammen mit ähnlich aussehenden Buchstaben im griechischen G0-Primärzeichensatz das vollständige lateinische Alphabet ab.
Bei den griechischen Großbuchstaben mit Tonos an den Positionen 59hex bis 5Bhex, 6Ehex, 6Fhex und 7Ehex ist in ETSI EN 300 706 der Tonos (΄) historisch bedingt senkrecht (') dargestellt.
Die alternative Codierung der in der Zeile „Kombinierend“ stehenden Zeichen wird abhängig von der Ansteuerung verwendet. Die kombinierenden Zeichen sollten wie beim lateinischen G2-Ergänzungszeichensatz nur in Verbindung mit dem lateinischen G0-Primärzeichensatz verwendet werden.

## Arabisch
Der arabische G0-Primärzeichensatz ist größtenteils identisch mit dem 7-Bit-Zeichensatz ASMO 449 (übernommen in ISO 8859-6), wobei für die Sonderzeichen die lateinische G0-Variante „Englisch“ verwendet wird und die arabischen Buchstaben mit ihren Präsentationsformen dargestellt sind. Fünf Sonderbuchstaben wurden in den arabischen G2-Ergänzungszeichensatz verschoben, der auch weitere Buchstaben für das Persische beinhaltet.
Die arabischen Buchstaben mit mehreren Codierungen und optionaler Verbindung nach rechts sind in ETSI EN 300 706 rechts ohne eigene verbindende Linie dargestellt und dementsprechend jeweils primär als initiale oder isolierte Präsentationsform codiert. Abweichend davon sind die drei arabischen Buchstaben der „Ǧīm“-Familie (‭ﺝ, ﺡ und ﺥ) an den Positionen 4Chex bis 4Ehex im arabischen G0-Primärzeichensatz zwar jeweils eher als mediale Präsentationsform (mit gerader Grundlinie) dargestellt, aber trotzdem primär als initiale Präsentationsform codiert, da die medialen Präsentationsformen (ohne gerade Grundlinie) zusätzlich an den Positionen 5Chex bis 5Ehex im arabischen G0-Primärzeichensatz vorhanden sind (siehe auch Anmerkung zur Tabelle).
Außerdem ist der arabische Buchstabe Yāʾ (‭ﻱ) an der Position 27hex im arabischen G0-Primärzeichensatz und mit Hamza darüber (‭ﺉ) an der Position 27hex im arabischen G2-Ergänzungszeichensatz jeweils eher als finale Präsentationsform dargestellt und dementsprechend primär codiert, da die isolierte Präsentationsform optisch keine korrekte Verbindung nach rechts zulässt.
Die arabischen Buchstaben mit mehreren Codierungen und optionaler Verbindung nach links sind in ETSI EN 300 706 links mit verbindender Linie dargestellt und dementsprechend jeweils primär als initiale Präsentationsform codiert. Abweichend davon sind die vier arabischen Buchstaben der „Sīn“-Familie (‭ﺱ, ﺵ, ﺹ und ﺽ) an den Positionen 53hex bis 56hex im arabischen G0-Primärzeichensatz links ohne Abschluss oder eigene verbindende Linie dargestellt und müssen jeweils mit einem zweiten Zeichen vervollständigt werden (siehe Anmerkung zur Tabelle).
Bei arabischen Buchstaben mit mehreren Unicodenummern muss bei der Ausgabe in Unicode entweder die passende Unicodenummer entsprechend den beiden Nachbarzeichen links und rechts ausgewählt oder im einfachsten Fall jeweils die erste Unicodenummer verwendet werden. Eine fett dargestellte Unicodenummer steht für das eigentliche Zeichen. Wenn bei der Ausgabe in Unicode anstelle der Präsentationsformen die eigentlichen Zeichen verwendet werden, dann müssen ggf. der breitenlose Nichtverbinder (ZWNJ) mit der Unicodenummer 200Chex oder der breitenlose Verbinder (ZWJ) mit der Unicodenummer 200Dhex eingefügt werden, um die automatische Auswahl der Glyphen auf die möglichen Präsentationsformen der jeweiligen Zeichen zu beschränken.
Die arabische Schrift wird zwar von rechts nach links geschrieben, aber die Anordnung im Teletext erfolgt wie sonst auch von links nach rechts. Daher muss bei der Ausgabe in Unicode entweder der Unicode-Bidi-Algorithmus rückwärts angewendet oder im einfachsten Fall jeder Zeile das bidirektionale Steuerzeichen Links-nach-rechts-Zwang (LRO) mit der Unicodenummer 202Dhex vorangestellt werden.
|       | _0                   | _1                   | _2                   | _3                                     | _4                                     | _5                                     | _6                                     | _7                                 | _8                                 | _9                   | _A                  | _B                   | _C                       | _D                       | _E                       | _F                   |
| 2_    | ␠0020 20             | !0021 21             | " ”0022 22           | £00A3 23                               | $0024 24                               | %0025 25                               | ‭ﹳ ﮞFE73 26                             | ‭ﻲ ﻱFEF2 FEF1 064A 27               | )0029 28                           | (0028 29             | *∗\|@ 002A\|0040 2A | +002B 2B             | ، ,060C 002C 2C          | -002D 2D                 | .002E 2E                 | /002F 2F             |
| 3_    | 00030 30             | 10031 31             | 20032 32             | 30033 33                               | 40034 34                               | 50035 35                               | 60036 36                               | 70037 37                           | 80038 38                           | 90039 39             | :003A 3A            | ؛061B 3B             | >003E 3C                 | =003D 3D                 | <003C 3E                 | ؟061F 3F             |
| 4_    | ‭ﺔFE94 0629 40        | ‭ﺀFE80 0621 41        | ‭ﺒFE92 0628 42        | ‭ﺏ ﺐFE8F FE90 0628 43                   | ‭ﺘFE98 062A 44                          | ‭ﺕ ﺖFE95 FE96 062A 45                   | ‭ﺎFE8E 0627 46                          | ‭ﺍFE8D 0627 47                      | ‭ﺑFE91 0628 48                      | ‭ﺓFE93 0629 49        | ‭ﺗFE97 062A 4A       | ‭ﺛFE9B 062B 4B        | ‭ﺟ ﺠ ﺟ ﺠFE9F FEA0 062C 4C | ‭ﺣ ﺤ ﺣ ﺤFEA3 FEA4 062D 4D | ‭ﺧ ﺨ ﺧ ﺨFEA7 FEA8 062E 4E | ‭ﺩ ﺪFEA9 FEAA 062F 4F |
| 5_    | ‭ﺫ ﺬFEAB FEAC 0630 50 | ‭ﺭ ﺮFEAD FEAE 0631 51 | ‭ﺯ ﺰFEAF FEB0 0632 52 | ‭ﺳ ﺴ (ﺱ ﺲ)FEB3 FEB4 (FEB1 FEB2) 0633 53 | ‭ﺷ ﺸ (ﺵ ﺶ)FEB7 FEB8 (FEB5 FEB6) 0634 54 | ‭ﺻ ﺼ (ﺹ ﺺ)FEBB FEBC (FEB9 FEBA) 0635 55 | ‭ﺿ ﻀ (ﺽ ﺾ)FEBF FEC0 (FEBD FEBE) 0636 56 | ‭ﻃ ﻁ ﻂ ﻄFEC3 FEC1 FEC2 FEC4 0637 57 | ‭ﻇ ﻅ ﻆ ﻈFEC7 FEC5 FEC6 FEC8 0638 58 | ‭ﻋFECB 0639 59        | ‭ﻏFECF 063A 5A       | ‭ﺜFE9C 062B 5B        | ‭ﺠ ﺠFEA0 062C 5C          | ‭ﺤ ﺤFEA4 062D 5D          | ‭ﺨ ﺨFEA8 062E 5E          | # ⋕0023 5F           |
| 6_    | ‭ـ0640 60             | ‭ﻓFED3 0641 61        | ‭ﻗFED7 0642 62        | ‭ﻛ ﻜFEDB FEDC 0643 63                   | ‭ﻟFEDF 0644 64                          | ‭ﻣFEE3 0645 65                          | ‭ﻧFEE7 0646 66                          | ‭ﻫFEEB 0647 67                      | ‭ﻭ ﻮFEED FEEE 0648 68               | ‭ﻰFEF0 0649 69        | ‭ﻳFEF3 064A 6A       | ‭ﺙ ﺚFE99 FE9A 062B 6B | ‭ﺝ ﺞFE9D FE9E 062C 6C     | ‭ﺡ ﺢFEA1 FEA2 062D 6D     | ‭ﺥ ﺦFEA5 FEA6 062E 6E     | ‭ﻴFEF4 064A 6F        |
| Pers. | ‭ﯼFBFC 06CC 70        |                      |                      | ‭ﮐ ﮎ ﮏ ﮑFB90 FB8E FB8F FB91 06A9 63     |                                        |                                        |                                        |                                    |                                    | ‭ﯽFBFD 06CC 69        | ‭ﯾFBFE 06CC 6A       |                      |                          |                          |                          | ‭ﯿFBFF 06CC 6F        |
| 7_    | ‭ﻯFEEF 0649 70        | ‭ﻌFECC 0639 71        | ‭ﻐFED0 063A 72        | ‭ﻔFED4 0641 73                          | ‭ﻑ ﻒFED1 FED2 0641 74                   | ‭ﻘFED8 0642 75                          | ‭ﻕ ﻖFED5 FED6 0642 76                   | ‭ﻙ ﻚFED9 FEDA 0643 77               | ‭ﻠFEE0 0644 78                      | ‭ﻝ ﻞFEDD FEDE 0644 79 | ‭ﻤFEE4 0645 7A       | ‭ﻡ ﻢFEE1 FEE2 0645 7B | ‭ﻨFEE8 0646 7C            | ‭ﻥ ﻦFEE5 FEE6 0646 7D     | ﻻFEFB 7E                 | ■25A0 7F             |

Die zwei Zeichen 26hex (‭ﹳ) und 27hex (‭ﻱ) sind abweichend zu ASMO 449 codiert. Außerdem wurden fünf Sonderbuchstaben und fast alle Sonderzeichen an den Positionen 40hex bis 7Ehex durch weitere Präsentationsformen der codierten arabischen Buchstaben ersetzt.
Das Zeichen 26hex (‭ﹳ) dient als Abschlussteil für die isolierten und finalen Präsentationsformen der vier arabischen Buchstaben der „Sīn“-Familie (‭ﺱ, ﺵ, ﺹ und ﺽ) an den Positionen 53hex bis 56hex.
Die beiden runden Klammern („)“ und „(“) an den Positionen 28hex und 29hex, sowie die beiden Vergleichszeichen (> und <) an den Positionen 3Chex und 3Ehex sind wie in den anderen Zeichensätzen rechtsläufig codiert, da die Anordnung aller Zeichen im Teletext immer von links nach rechts erfolgt.
Die Codierung des Zeichens 2Ahex ist von der Ansteuerung abhängig.
Das arabische Komma (‭،) an der Position 2Chex ist in ETSI EN 300 706 im Beispiellayout so dargestellt, dass es optisch auch als normales Komma (,) verwendet werden kann.
Die kombinierten initialen-medialen Präsentationsformen der drei arabischen Buchstaben der „Ǧīm“-Familie (‭ﺟ/ﺠ, ﺣ/ﺤ und ﺧ/ﺨ) an den Positionen 4Chex bis 4Ehex sind in ETSI EN 300 706 passend zu den initialen und medialen Präsentationsformen des persischen Buchstabens Tsche (‭ﭼ/ﭽ) an den Positionen 28hex und 29hex im arabischen G2-Ergänzungszeichensatz mit gerader Grundlinie dargestellt. Die Codierungen als mediale Präsentationsformen sind aber identisch mit den medialen Präsentationsformen ohne gerade Grundlinie (‭ﺠ, ﺤ und ﺨ) an den Positionen 5Chex bis 5Ehex, da es sich dabei jeweils nur um eine Layoutvariation handelt. Entsprechendes gilt für die Verwendung als initiale Präsentationsformen, wobei hier allerdings auch keine eigenen Zeichen für die Layoutvariation ohne gerade Grundlinie (‭ﺟ, ﺣ und ﺧ) vorhanden sind.
Die vier arabischen Buchstaben der „Sīn“-Familie (‭ﺱ, ﺵ, ﺹ und ﺽ) an den Positionen 53hex bis 56hex sind links ohne Abschluss oder eigene verbindende Linie dargestellt und müssen jeweils mit einem zweiten Zeichen vervollständigt werden. Bei einer Verwendung als isolierte oder finale Präsentationsform muss das Abschlussteil (‭ﹳ) an der Position 26hex links angefügt werden. Bei einer Verwendung als initiale oder mediale Präsentationsform muss das modifizierende Zeichen Taṭwīl (‭ـ) an der Position 60hex links angefügt werden, wenn das linke Nachbarzeichen keine eigene Verbindungslinie nach rechts besitzt oder diese sehr kurz ist.
Die alternative Codierung (bei identischem Layout) der in der Zeile „Persisch“ stehenden Buchstaben dient der Vervollständigung der im arabischen G2-Ergänzungszeichensatz codierten persischen Buchstaben.
|    | _0       | _1            | _2                       | _3                       | _4                   | _5                       | _6            | _7                   | _8              | _9              | _A                   | _B            | _C            | _D                   | _E                   | _F                                 |
| 2_ | ␠0020 20 | ‭ﻉFEC9 0639 21 | ‭ﺁ (ﺂ)FE81 (FE82) 0622 22 | ‭ﺃ (ﺄ)FE83 (FE84) 0623 23 | ‭ﺅ ﺆFE85 FE86 0624 24 | ‭ﺇ (ﺈ)FE87 (FE88) 0625 25 | ‭ﺋFE8B 0626 26 | ‭ﺊ ﺉFE8A FE89 0626 27 | ‭ﭼ ﭼFB7C 0686 28 | ‭ﭽ ﭽFB7D 0686 29 | ‭ﭺ ﭻFB7A FB7B 0686 2A | ‭ﭘFB58 067E 2B | ‭ﭙFB59 067E 2C | ‭ﭖ ﭗFB56 FB57 067E 2D | ‭ﮊ ﮋFB8A FB8B 0698 2E | ‭ﮔ ﮒ ﮓ ﮕFB94 FB92 FB93 FB95 06AF 2F |
| 3_ | ٠0660 30 | ١0661 31      | ٢0662 32                 | ٣0663 33                 | ٤0664 34             | ٥0665 35                 | ٦0666 36      | ٧0667 37             | ٨0668 38        | ٩0669 39        | ‭ﻎFECE 063A 3A        | ‭ﻍFECD 063A 3B | ﻼFEFC 3C      | ‭ﻬFEEC 0647 3D        | ‭ﻪFEEA 0647 3E        | ‭ﻩFEE9 0647 3F                      |
| 4_ | à00E0 40 | A0041 41      | B0042 42                 | C0043 43                 | D0044 44             | E0045 45                 | F0046 46      | G0047 47             | H0048 48        | I0049 49        | J004A 4A             | K004B 4B      | L004C 4C      | M004D 4D             | N004E 4E             | O004F 4F                           |
| 5_ | P0050 50 | Q0051 51      | R0052 52                 | S0053 53                 | T0054 54             | U0055 55                 | V0056 56      | W0057 57             | X0058 58        | Y0059 59        | Z005A 5A             | ë00EB 5B      | ê00EA 5C      | ù00F9 5D             | î00EE 5E             | ‭ﻊFECA 0639 5F                      |
| 6_ | é00E9 60 | a0061 61      | b0062 62                 | c0063 63                 | d0064 64             | e0065 65                 | f0066 66      | g0067 67             | h0068 68        | i0069 69        | j006A 6A             | k006B 6B      | l006C 6C      | m006D 6D             | n006E 6E             | o006F 6F                           |
| 7_ | p0070 70 | q0071 71      | r0072 72                 | s0073 73                 | t0074 74             | u0075 75                 | v0076 76      | w0077 77             | x0078 78        | y0079 79        | z007A 7A             | â00E2 7B      | ô00F4 7C      | û00FB 7D             | ç00E7 7E             | 7F                                 |

Der Zeichensatz ist teilweise identisch mit dem lateinischen G0-Primärzeichensatz. Die Ziffern sind abweichend davon mit ihren arabisch-indischen Varianten codiert. Außerdem sind alle Sonderzeichen durch Präsentationsformen arabischer Buchstaben und modifizierte lateinische Kleinbuchstaben zur Schreibung des Französischen ersetzt (siehe Windows-1256), wobei letztere im Wesentlichen wie in der lateinischen G0-Variante „Französisch“ angeordnet sind.
Die alternative Codierung der fett umrahmten Zeichen ist notwendig zur Vervollständigung aller Präsentationsformen der codierten arabischen Buchstaben.

## Hebräisch
Der hebräische G0-Primärzeichensatz ist im Wesentlichen identisch mit dem 7-Bit-Zeichensatz SI 960 (übernommen in ISO 8859-8), wobei für die Sonderzeichen die lateinische G0-Variante „Englisch“ verwendet wird. Ein hebräischer G2-Ergänzungszeichensatz ist nicht definiert, es wird der arabische G2-Ergänzungszeichensatz verwendet.
Die hebräische Schrift wird zwar von rechts nach links geschrieben, aber die Anordnung im Teletext erfolgt wie sonst auch von links nach rechts. Daher muss bei der Ausgabe in Unicode entweder der Unicode-Bidi-Algorithmus rückwärts angewendet oder im einfachsten Fall jeder Zeile das bidirektionale Steuerzeichen Links-nach-rechts-Zwang (LRO) mit der Unicodenummer 202Dhex vorangestellt werden.
|    | _0       | _1       | _2         | _3       | _4       | _5       | _6       | _7         | _8       | _9       | _A                  | _B       | _C       | _D       | _E       | _F         |
| 2_ | ␠0020 20 | !0021 21 | " ”0022 22 | £00A3 23 | $0024 24 | %0025 25 | &0026 26 | ' ’0027 27 | (0028 28 | )0029 29 | *∗\|@ 002A\|0040 2A | +002B 2B | ,002C 2C | -002D 2D | .002E 2E | /002F 2F   |
| 3_ | 00030 30 | 10031 31 | 20032 32   | 30033 33 | 40034 34 | 50035 35 | 60036 36 | 70037 37   | 80038 38 | 90039 39 | :003A 3A            | ;003B 3B | <003C 3C | =003D 3D | >003E 3E | ?003F 3F   |
| 4_ | @0040 40 | A0041 41 | B0042 42   | C0043 43 | D0044 44 | E0045 45 | F0046 46 | G0047 47   | H0048 48 | I0049 49 | J004A 4A            | K004B 4B | L004C 4C | M004D 4D | N004E 4E | O004F 4F   |
| 5_ | P0050 50 | Q0051 51 | R0052 52   | S0053 53 | T0054 54 | U0055 55 | V0056 56 | W0057 57   | X0058 58 | Y0059 59 | Z005A 5A            | ←2190 5B | ½00BD 5C | →2192 5D | ↑2191 5E | # ⋕0023 5F |
| 6_ | א05D0 60 | ב05D1 61 | ג05D2 62   | ד05D3 63 | ה05D4 64 | ו05D5 65 | ז05D6 66 | ח05D7 67   | ט05D8 68 | י05D9 69 | ך05DA 6A            | כ05DB 6B | ל05DC 6C | ם05DD 6D | מ05DE 6E | ן05DF 6F   |
| 7_ | נ05E0 70 | ס05E1 71 | ע05E2 72   | ף05E3 73 | פ05E4 74 | ץ05E5 75 | צ05E6 76 | ק05E7 77   | ר05E8 78 | ש05E9 79 | ת05EA 7A            | ₪20AA 7B | ∥2225 7C | ¾00BE 7D | ÷00F7 7E | ■25A0 7F   |

Das Zeichen 7Bhex (₪) ist abweichend zu SI 960 als Schekel-Währungssymbol codiert (siehe Windows-1255).
Die Codierung des Zeichens 2Ahex ist von der Ansteuerung abhängig.

## Grafik
Beim analogen Fernsehen im 4:3-Format betrug das Verhältnis von Breite zu Höhe eines Teletext-Zeichens bei Fernsehnormen mit 625 Zeilen ungefähr 3:4 und bei Fernsehnormen mit 525 Zeilen ungefähr 7:10. Dieses ist für die seitengerechte Darstellung einer Grafik zu beachten.
Da das genaue Layout der Unicode-Zeichen stark von der Schriftart abhängig ist und diese auch nicht immer zueinander passen, sollten ggf. alle Grafikzeichen selbst gezeichnet werden. Für eine weitgehend korrekte Darstellung aller Grafikzeichen in den beiden G1- und G3-Zeichensatz-Tabellen kann z. B. die für die private Nutzung frei verfügbare Schriftart „Symbola“ ab Version 13.00 verwendet werden.
Die Zeichen mit einer 5-stelligen Unicodenummer (1FBxxhex) wurden im März 2020 mit der Version 13.0.0 in Unicode aufgenommen.
|    | _0        | _1        | _2        | _3        | _4        | _5        | _6        | _7        | _8        | _9        | _A        | _B        | _C        | _D        | _E        | _F           |
| 2_ | ␠0020 20  | 🬀1FB00 21 | 🬁1FB01 22 | 🬂1FB02 23 | 🬃1FB03 24 | 🬄1FB04 25 | 🬅1FB05 26 | 🬆1FB06 27 | 🬇1FB07 28 | 🬈1FB08 29 | 🬉1FB09 2A | 🬊1FB0A 2B | 🬋1FB0B 2C | 🬌1FB0C 2D | 🬍1FB0D 2E | 🬎1FB0E 2F    |
| 3_ | 🬏1FB0F 30 | 🬐1FB10 31 | 🬑1FB11 32 | 🬒1FB12 33 | 🬓1FB13 34 | ▌258C 35  | 🬔1FB14 36 | 🬕1FB15 37 | 🬖1FB16 38 | 🬗1FB17 39 | 🬘1FB18 3A | 🬙1FB19 3B | 🬚1FB1A 3C | 🬛1FB1B 3D | 🬜1FB1C 3E | 🬝1FB1D 3F    |
| 4_ | [G0] 40   | [G0] 41   | [G0] 42   | [G0] 43   | [G0] 44   | [G0] 45   | [G0] 46   | [G0] 47   | [G0] 48   | [G0] 49   | [G0] 4A   | [G0] 4B   | [G0] 4C   | [G0] 4D   | [G0] 4E   | [G0] 4F      |
| 5_ | [G0] 50   | [G0] 51   | [G0] 52   | [G0] 53   | [G0] 54   | [G0] 55   | [G0] 56   | [G0] 57   | [G0] 58   | [G0] 59   | [G0] 5A   | [G0] 5B   | [G0] 5C   | [G0] 5D   | [G0] 5E   | [G0] 5F      |
| 6_ | 🬞1FB1E 60 | 🬟1FB1F 61 | 🬠1FB20 62 | 🬡1FB21 63 | 🬢1FB22 64 | 🬣1FB23 65 | 🬤1FB24 66 | 🬥1FB25 67 | 🬦1FB26 68 | 🬧1FB27 69 | ▐2590 6A  | 🬨1FB28 6B | 🬩1FB29 6C | 🬪1FB2A 6D | 🬫1FB2B 6E | 🬬1FB2C 6F    |
| 7_ | 🬭1FB2D 70 | 🬮1FB2E 71 | 🬯1FB2F 72 | 🬰1FB30 73 | 🬱1FB31 74 | 🬲1FB32 75 | 🬳1FB33 76 | 🬴1FB34 77 | 🬵1FB35 78 | 🬶1FB36 79 | 🬷1FB37 7A | 🬸1FB38 7B | 🬹1FB39 7C | 🬺1FB3A 7D | 🬻1FB3B 7E | █🬦🬓🬹 2588 7F |

Die 63 Blockelemente und das Leerzeichen an den Positionen 20hex bis 3Fhex und 60hex bis 7Fhex sind so angeordnet, dass jeweils das Bitmuster des Zeichencodes direkt bestimmt, aus welchen der sechs einzelnen rechteckigen Blöcke ① (oben links) bis ⑥ (unten rechts) ein Grafikzeichen zusammengesetzt ist:0⑥1⑤ ④③②①bin (0 🬞 1 🬏 🬇 🬃 🬁 🬀).
Das Grafik-Leerzeichen an der Position 20hex ist so breit wie die Blockelemente an den Positionen 21hex bis 3Fhex und 60hex bis 7Fhex und kann als normales oder geschütztes Leerzeichen codiert werden, da diese zumindest in einer Schriftart mit fester Zeichenbreite genauso breit sind. Allerdings wäre eine Codierung als eigenständiges Zeichen ähnlich dem Ziffern-Leerzeichen mit der Unicodenummer 2007hex besser, die aber in Unicode nicht vorhanden ist. Das Attribut „Getrennte Blockgrafik/Unterstreichen“ hat keine Auswirkung auf das Grafik-Leerzeichen.
Die 63 Blockelemente an den Positionen 21hex bis 3Fhex und 60hex bis 7Fhex werden abhängig vom zugehörigen Attribut wie abgebildet in zusammenhängender oder alternativ wie rechts neben dem vollen Block (█) an der Position 7Fhex in getrennter Form dargestellt. Bei der getrennten Form sind die sechs rechteckigen Blöcke, aus denen sich diese Grafikzeichen zusammensetzen, kleiner und nicht miteinander verbunden. Die getrennten Formen sind in Unicode nicht als eigenständige Zeichen definiert.
Für die 32 Positionen 40hex bis 5Fhex werden die entsprechenden Zeichen des ausgewählten G0-Primärzeichensatzes verwendet.
|    | _0          | _1                | _2          | _3          | _4        | _5           | _6        | _7        | _8        | _9        | _A        | _B                | _C                | _D                | _E                  | _F       |
| 2_ | 🬼1FB3C 20   | 🬽1FB3D 21         | 🬾1FB3E 22   | 🬿1FB3F 23   | 🭀1FB40 24 | ▖🭯🭬(25E3) 25 | 🭁1FB41 26 | 🭂1FB42 27 | 🭃1FB43 28 | 🭄1FB44 29 | 🭅1FB45 2A | 🭆1FB46 2B         | 🭨1FB68 2C         | 🭩1FB69 2D         | │(1FB70) (1FB71) 2E | ▒2592 2F |
| 3_ | 🭇1FB47 30   | 🭈1FB48 31         | 🭉1FB49 32   | 🭊1FB4A 33   | 🭋1FB4B 34 | ▗🭯🭮(25E2) 35 | 🭌1FB4C 36 | 🭍1FB4D 37 | 🭎1FB4E 38 | 🭏1FB4F 39 | 🭐1FB50 3A | 🭑1FB51 3B         | 🭪1FB6A 3C         | 🭫1FB6B 3D         | │(1FB75) (1FB74) 3E | █2588 3F |
| 4_ | ╵🬋(2537) 40 | ╷🬋(252F) 41       | │🬇(251D) 42 | │🬃(2525) 43 | 🮤1FBA4 44 | 🮥1FBA5 45    | 🮦1FBA6 46 | 🮧1FBA7 47 | 🮠1FBA0 48 | 🮡1FBA1 49 | 🮢1FBA2 4A | 🮣1FBA3 4B         | │🬋(253F) 4C       | ⚫26AB 4D         | ⬤2B24 4E            | ◯25EF 4F |
| 5_ | │2502 50    | ─\|―2500\|2015 51 | ┌250C 52    | ┐2510 53    | └2514 54  | ┘2518 55     | ├251C 56  | ┤2524 57  | ┬252C 58  | ┴2534 59  | ┼253C 5A  | ⭢\|→2B62\|2192 5B | ⭠\|←2B60\|2190 5C | ⭡\|↑2B61\|2191 5D | ⭣2B63 5E            | ␠0020 5F |
| 6_ | 🭒1FB52 60   | 🭓1FB53 61         | 🭔1FB54 62   | 🭕1FB55 63   | 🭖1FB56 64 | ▝🭭🭮(25E5) 65 | 🭗1FB57 66 | 🭘1FB58 67 | 🭙1FB59 68 | 🭚1FB5A 69 | 🭛1FB5B 6A | 🭜1FB5C 6B         | 🭬1FB6C 6C         | 🭭1FB6D 6D         | 6E                  | 6F       |
| 7_ | 🭝1FB5D 70   | 🭞1FB5E 71         | 🭟1FB5F 72   | 🭠1FB60 73   | 🭡1FB61 74 | ▘🭭🭬(25E4) 75 | 🭢1FB62 76 | 🭣1FB63 77 | 🭤1FB64 78 | 🭥1FB65 79 | 🭦1FB66 7A | 🭧1FB67 7B         | 🭮1FB6E 7C         | 🭯1FB6F 7D         | 7E                  | 7F       |

Die 57 geglätteten Blockelemente an den Positionen 20hex bis 2Dhex, 30hex bis 3Dhex, 3Fhex, 60hex bis 6Dhex und 70hex bis 7Dhex werden bei manchen Decodern abhängig vom zugehörigen Attribut wie abgebildet in zusammenhängender oder alternativ wie die Blockelemente im G1-Blockgrafik-Zeichensatz in getrennter Form dargestellt (siehe ITU T.101). Die getrennten Formen sind in Unicode nicht als eigenständige Zeichen definiert.
Bei den vier Dreiecken an den Positionen 25hex, 35hex, 65hex und 75hex sind die ersatzweise codierten Unicode-Zeichen nicht wie die Teletext-Zeichen verbindende Grafikelemente, sondern auf der Grundlinie ausgerichtete geometrische Formen, die jeweils an allen vier Seiten von Leerraum umgeben sind.
Die linke dünne vertikale Rahmenlinie (│) an der Position 2Ehex ist zum linken halben Block (▌) an der Position 35hex im G1-Blockgrafik-Zeichensatz horizontal zentriert ausgerichtet. Die ersatzweise codierten Unicode-Zeichen sind dagegen keine Linien, sondern vertikale achtel Blöcke links und rechts der Linienposition.
Die rechte dünne vertikale Rahmenlinie (│) an der Position 3Ehex ist zum rechten halben Block (▐) an der Position 6Ahex im G1-Blockgrafik-Zeichensatz horizontal zentriert ausgerichtet. Die ersatzweise codierten Unicode-Zeichen sind dagegen keine Linien, sondern vertikale achtel Blöcke rechts und links der Linienposition.
Die 14 geglätteten Blockelemente und die Rahmenlinie an den Positionen 30hex bis 3Ehex entsprechen den vertikal (Zeichen 30hex bis 3Chex und 3Ehex) oder horizontal (Zeichen 3Dhex) gespiegelten Darstellungen der Zeichen 20hex bis 2Ehex.
Bei den 16 Rahmenelementen und vier Pfeilen an den Positionen 40hex bis 43hex, 4Chex und 50hex bis 5Ehex sind die vertikalen Linien (│) horizontal zentriert und die horizontalen Linien (─ und 🬋) vertikal zentriert ausgerichtet. Bei den acht Rahmenelementen an den Positionen 44hex bis 4Bhex sind die vier möglichen Endpunkte der diagonalen Linien (🮮) jeweils passend dazu horizontal oder vertikal zentriert ausgerichtet.
Bei den fünf Rahmenelementen an den Positionen 40hex bis 43hex und 4Chex entspricht die dicke horizontale Linie dem mittleren horizontalen drittel Block (🬋) an der Position 2Chex im G1-Blockgrafik-Zeichensatz. Bei den ersatzweise codierten Unicode-Zeichen entspricht die dicke horizontale Linie dagegen der dicken horizontalen Rahmenlinie (━) mit der Unicodenummer 2501hex, die deutlich dünner ist.
Die folgenden drei Kreise besitzen keine festgelegte Unicode-Zuordnung und sind hier in Anlehnung an Unicode Technical Report #25 codiert. Das genaue Layout der Unicode-Zeichen ist stark von der Schriftart abhängig, sofern sie denn überhaupt unterstützt werden. Für die beiden großen Kreise in voller Blockbreite sollten aber zumindest in einer Schriftart mit fester Zeichenbreite die größten Unicode-Kreise am besten passen, und selbst in der proportionalen Schriftart „Arial Unicode MS“ ist die große Kreislinie (◯) mit der Unicodenummer 25EFhex genauso breit wie der volle Block (█) an der Position 3Fhex.
Der ausgefüllte kleine Kreis (⚫) an der Position 4Dhex ist so groß wie der sechstel Block (🬃) an der Position 24hex im G1-Blockgrafik-Zeichensatz und zentriert ausgerichtet.
Der ausgefüllte große Kreis (⬤) an der Position 4Ehex und die große Kreislinie (◯) an der Position 4Fhex sind jeweils so breit wie der volle Block (█) an der Position 3Fhex und vertikal zentriert ausgerichtet.
Die beiden Pfeile nach rechts (⭢) und links (⭠) an den Positionen 5Bhex und 5Chex passen zu den dünnen horizontalen Rahmenlinien (─) der Zeichen 51hex bis 5Ahex und können jeweils am Anfang mit diesen nahtlos verbunden werden. Diese Zeichen sind in ETSI EN 300 706 im Beispiellayout mit einer dickeren Strichstärke dargestellt als die drei Zeichen mit ähnlichem Layout (→, ← und ―) an den Positionen 5Dhex, 5Bhex und 60hex in der lateinischen G0-Variante „Englisch“ und an den Positionen 2Ehex, 2Chex und 50hex im lateinischen G2-Ergänzungszeichensatz und sollten nicht gemischt kombiniert werden.
Die beiden Pfeile nach oben (⭡) und unten (⭣) an den Positionen 5Dhex und 5Ehex passen zu den dünnen vertikalen Rahmenlinien (│) der Zeichen 40hex bis 4Chex und 50hex bis 5Ahex und können jeweils am Anfang mit diesen nahtlos verbunden werden.
Das Grafik-Leerzeichen an der Position 5Fhex ist mit dem Grafik-Leerzeichen an der Position 20hex im G1-Blockgrafik-Zeichensatz identisch und sollte dementsprechend identisch codiert werden.
Die 28 geglätteten Blockelemente an den Positionen 60hex bis 6Dhex und 70hex bis 7Dhex sind identisch mit den invertierten Darstellungen der Zeichen 20hex bis 2Dhex und 30hex bis 3Dhex. Bei einer Grafik werden für den oberen Teil eher letztere Zeichen und für den unteren Teil eher die „invertierten Darstellungen“ verwendet, was bei älteren Teletext- und Videotex-Standards mit Zeichensätzen, die jeweils nur eine Hälfte dieser Zeichen beinhalteten, die Codierung vereinfachte. Eine Ausnahme bildet das Zeichen an der Position 3Dhex (🭫), welches wohl auch deshalb in einem älteren britischen Teletext-Standard dessen Invertierung an der Position 7Dhex (🭯) darstellte, sofern die Abbildung im CCIR-Report 957 korrekt ist.
Die Zeichen mit der Unicodenummer in Klammern sind den in ETSI EN 300 706 angegebenen Beispiellayouts zwar ähnlich, aber in der Regel optisch und semantisch nicht zu den anderen Grafikzeichen passend. Allerdings gibt es für diese Zeichen keine bessere Codierung in Unicode.
Viele Level-1.5-Decoder unterstützen nur die vier fett umrahmten Zeichen, daher liegt die Vermutung nahe, dass diese dafür die Zeichen mit ähnlichem Layout aus der lateinischen G0-Variante „Englisch“ verwenden, und die Zeichen in dem Fall entsprechend alternativ zu codieren sind.

## Zeichensatzauswahl
Mit den Auswahlbits in den nationalen G0-Zeichensatz-Tabellen wird in der Regel auch der zugehörige G2-Zeichensatz ausgewählt. Die erste hexadezimale Ziffer gibt die höherwertigen vier Bits (die Region) und die zweite Ziffer die niederwertigen drei Bits (die nationale Variante) an.
|                | 0_                             | 1_                             | 2_                             | 3_                            | 4_                                 | 6_              | 8_                 | A_            |
| Westeuropäisch | Mitteleuropäisch (Polnisch)    | Türkisch (Westeuropäisch)      | Südosteuropäisch (Rumänisch)   | Osteuropäisch (Kyrillisch)    | Griechisch/Türkisch                | Arabisch        | Hebräisch/Arabisch |               |
| _0             | Englisch                       | Polnisch                       | Englisch                       |                               | Kyrillisch 1 (Serbisch/Kroatisch)  |                 | Englisch           |               |
| _0             | Lateinisch G200                | Lateinisch G210                | Lateinisch G220                |                               | Kyrillisch G240                    |                 | Arabisch G280      |               |
| _1             | Deutsch                        | Deutsch                        | Deutsch                        |                               | Deutsch                            |                 |                    |               |
| _1             | Lateinisch G201                | Lateinisch G211                | Lateinisch G221                |                               | Lateinisch G241                    |                 |                    |               |
| _2             | Schwedisch/Finnisch, Ungarisch | Schwedisch/Finnisch, Ungarisch | Schwedisch/Finnisch, Ungarisch |                               | Estnisch                           |                 |                    |               |
| _2             | Lateinisch G202                | Lateinisch G212                | Lateinisch G222                |                               | Lateinisch G242                    |                 |                    |               |
| _3             | Italienisch                    | Italienisch                    | Italienisch                    |                               | Lettisch/Litauisch                 |                 |                    |               |
| _3             | Lateinisch G203                | Lateinisch G213                | Lateinisch G223                |                               | Lateinisch G243                    |                 |                    |               |
| _4             | Französisch                    | Französisch                    | Französisch                    |                               | Kyrillisch 2 (Russisch/Bulgarisch) |                 | Französisch        |               |
| _4             | Lateinisch G204                | Lateinisch G214                | Lateinisch G224                |                               | Kyrillisch G244                    |                 | Arabisch G284      |               |
| _5             | Portugiesisch/Spanisch         |                                | Portugiesisch/Spanisch         | Serbisch/Kroatisch/Slowenisch | Kyrillisch 3 (Ukrainisch)          |                 |                    | Hebräisch     |
| _5             | Lateinisch G205                |                                | Lateinisch G225                | Lateinisch G235               | Kyrillisch G245                    |                 |                    | Arabisch G2A5 |
| _6             | Tschechisch/Slowakisch         | Tschechisch/Slowakisch         | Türkisch                       |                               | Tschechisch/Slowakisch             | Türkisch        |                    |               |
| _6             | Lateinisch G206                | Lateinisch G216                | Lateinisch G226                |                               | Lateinisch G246                    | Lateinisch G266 |                    |               |
| _7             |                                |                                |                                | Rumänisch                     |                                    | Griechisch      | Arabisch           | Arabisch      |
| _7             |                                |                                |                                | Lateinisch G237               |                                    | Griechisch G267 | Arabisch G287      | Arabisch G2A7 |
|                |                                |                                |                                |                               |                                    |                 |                    |               |
| Zweiter G0     |                                |                                |                                |                               | Englisch 14+                       |                 | Englisch 28+       | Arabisch 3A+  |

Anmerkungen zum G0-Zeichensatz:
- Bei der X/26-Auswahl und allen anderen X/26-Funktionen zur Zeichenauswahl wird bei Lateinisch (grün hinterlegt) immer die Variante „Standard“ verwendet.

- Isländische Sender verwenden die lateinische G0-Variante „Portugiesisch/Spanisch“ und den lateinischen G2-Ergänzungszeichensatz.[51]

Anmerkungen zum zweiten G0-Zeichensatz:
|                                                                   | Level       | Priorität   | Auswahlbits für Standard-G0/G2 | Auswahlbits für Standard-G0/G2                           | G0-Zeichensatz | G0-Zeichensatz | G0-Zeichensatz | G1-Zeichensatz | G2-Zeichensatz    | G2-Zeichensatz |
|                                                                   | 1 = höchste | höherwertig | niederwertig                   | Standard                                                 | Zweiter G0     | X/26-Auswahl   | Standard       | Standard       | X/26-Auswahl      |                |
| X/0 (Seitenkopf)                                                  | alle        | 8           | Decoder 1                      | Seitenkopf                                               | ●              | ○ 2            |                |                | ○ 3(ab Level 1.5) |                |
| X/28/1                                                            | ≤ 1.5 4     | 4           | Paket                          | Seitenkopf                                               | ●              | ○ 5            |                | ●              | ○ 5(ab Level 1.5) |                |
| M/29/1                                                            | ≤ 1.5 4     | 7           | Paket                          | Seitenkopf                                               | ●              | ○ 5            |                | ●              | ○ 5(ab Level 1.5) |                |
| X/28/0 Format 1                                                   | ≥ 2.5       | 2           | Paket                          | Seitenkopf(bei manchen Level-2.5-Decodern aus dem Paket) | ●              | ●              |                |                | ●                 |                |
| X/28/4                                                            | ≥ 3.5       | 3           | Paket                          | Seitenkopf                                               | ●              | ●              |                |                | ●                 |                |
| M/29/0                                                            | ≥ 2.5       | 5           | Paket                          | Seitenkopf(bei manchen Level-2.5-Decodern aus dem Paket) | ●              | ●              |                |                | ●                 |                |
| M/29/4                                                            | ≥ 3.5       | 6           | Paket                          | Seitenkopf                                               | ●              | ●              |                |                | ●                 |                |
| X/26-Spaltenfunktion … … 08hex „Modified G0 and G2 Character Set“ | ≥ 2.5       | 1           |                                |                                                          |                |                | ● 6, 7         |                |                   | ● 7            |

Voreinstellungen für jede Teletext-Seite:
Anmerkungen zu den Paketen X/28/1 und M/29/1:
Anmerkungen zur X/26-Auswahl:
|                                                        | Level    | Steuerzeichen00hex..1Fhex | G0-Zeichensatz | G0-Zeichensatz | G0-Zeichensatz  | G0-Zeichensatz       | G0-Zeichensatz | G1-Zeichensatz | G2-Zeichensatz | G2-Zeichensatz             | G3-Zeichensatz |
|                                                        | Standard | Steuerzeichen00hex..1Fhex | Zweiter G0     | X/26-Auswahl   | Zeichen 2Ahex   | Lateinische Variante | Standard a     | Standard       | X/26-Auswahl   | Standard b                 |                |
| X/0 bis X/25 Einfache Level-1-Teletext-Seite           | alle     | ● 1                       | ● 2, 3         | ● 3            |                 | *                    | national       | ● 4            |                |                            |                |
| X/26-Spaltenfunktion …                                 |          |                           |                |                |                 |                      |                |                |                |                            |                |
| … 10hex „G0 Character“                                 | ≥ 1.5    |                           | ●              |                | ●(ab Level 2.5) | @                    | Standard       |                |                |                            |                |
| … 09hex „G0 Character (Levels 2.5 & 3.5)“              | ≥ 2.5    |                           | ●              |                | ●               | *                    | Standard       |                |                |                            |                |
| … 11hex bis 1Fhex „G0 Character with diacritical mark“ | ≥ 1.5    |                           | ●              |                | ●(ab Level 2.5) | *                    | Standard       |                | kombinierend   | kombinierend(ab Level 2.5) |                |
| … 01hex „G1 Character“                                 | ≥ 2.5    |                           | ○ 5            |                | ○ 5             |                      | Standard       | ● 5            |                |                            |                |
| … 0Fhex „G2 Character“                                 | ≥ 1.5    |                           |                |                |                 |                      |                |                | ● 6            | ●(ab Level 2.5)            |                |
| … 02hex „G3 Character (Level 1.5)“                     | ≥ 1.5    |                           |                |                |                 |                      |                |                |                |                            | ● 6            |
| … 0Bhex „G3 Character (Levels 2.5 & 3.5)“              | ≥ 2.5    |                           |                |                |                 |                      |                |                |                |                            | ●              |

Anmerkungen zu den G1- und G3-Zeichensätzen:
Anmerkungen zur einfachen Level-1-Teletext-Seite:
Anmerkung zur X/26-Spaltenfunktion 01hex „G1 Character“:
Anmerkung zu den X/26-Spaltenfunktionen 0Fhex „G2 Character“ und 02hex „G3 Character (Level 1.5)“: